# История Африки

Африканские государства до 1500 года

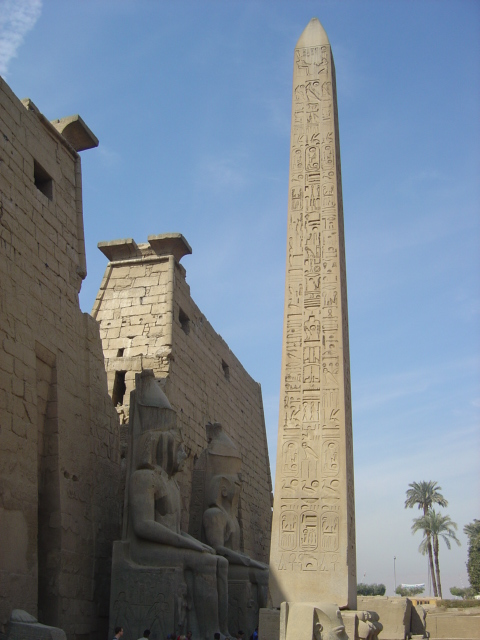
Обелиск в Луксорском храме, Египет.

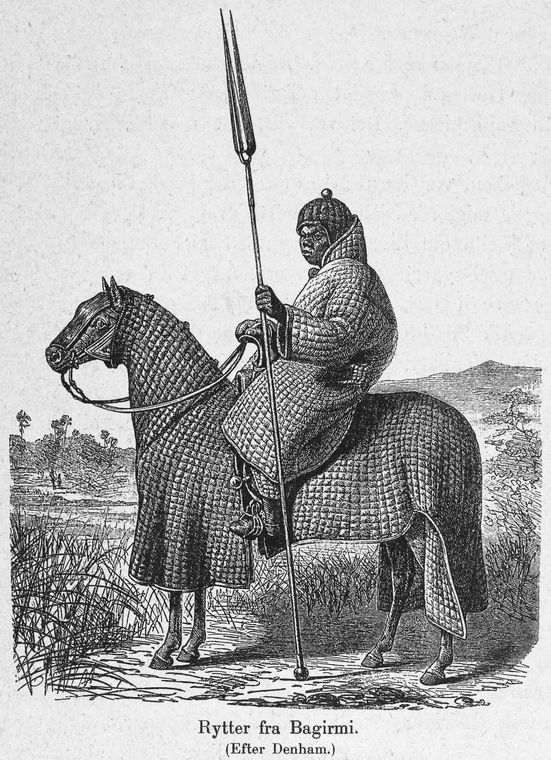
Воин султаната Багирми в полном облачении. 1823 год.

История Африки начинается в доисторические времена с возникновением в Восточной Африке вида Homo sapiens. Первые свидетельства о сельском хозяйстве датируются 16 тысячелетием до н. э., металлургия возникла на континенте примерно 4 тысячи лет до н. э. Первые цивилизации исторической эпохи сложились в Древнем Египте, затем в Нубии, Магрибе и на Африканском Роге. В течение Средневековья в этом регионе распространился ислам. На юг от Сахары основным центром исламской культуры был Томбукту. Среди значительных цивилизационных образований доколониальной эпохи — Нок, империя Мали, Империя Ашанти, государства Мапунгубве, Син, Салум, Баол, Зимбабве, Конго, древний Карфаген, Нумидия, Мавретания, Аксумское царство, Аджуран, Адал.
Африка тысячелетиями была поставщиком рабов в начале для арабов, а после и для европейцев. В конце XIX и начале XX веков происходила колонизация Африки европейскими великими державами. Во второй половине XX в. прошёл процесс деколонизации.
Исследование истории Африки, особенно Африки к югу от Сахары — сложная задача по причине недостатка письменных источников, а потому часто приходится полагаться на устные переводы, историческую лингвистику, археологию и генетику.

## Доисторическая эпоха

### Каменный век
Первые гоминиды возникли в Африке. Палеонтология свидетельствует, что по строению черепа ранние гоминиды были близки к горилле и шимпанзе, но, в отличие от этих приматов, развили прямохождение, что освободило руки. Благодаря этому развитию они могли жить как в лесах, так и в саванне в те времена (10—5 млн лет назад), когда Африка высыхала, и саванны поглотили крупные лесные территории. Примерно 3 млн лет назад возникло несколько видов австралопитеков: на юге, востоке и в центре континента. Они уже умели использовать и изготавливать орудия, а также были всеядными.
Примерно 2,3 млн лет назад возник человек умелый, который использовал простейшие каменные орудия олдувайского типа. 1,8 млн лет назад возник вид человек работающий, а 1,5 млн лет назад — человек прямоходящий. Ранние представители этих видов все ещё имели небольшой мозг и использовали примитивные орудия, но человек прямоходящий впоследствии научился обрабатывать камень лучше, по технологии, которая получила название ашёльской. Представители этого вида начали охотиться и научились использовать огонь. Ареал их распространения вышел за пределы Африки и распространился на значительную часть Европы.
Черепа BOU-VP-2/66 из Даки (Daka, 0,8—1,042± 0,009 млн л. н.) из Эфиопии, UA 31 из Буйи (Buia) из Эритреи (992 тыс. л. н.) из впадины Данакиль в северной части Афарской котловины и KNM-OL 45500 из Олоргесайли (970—900 тыс. л. н.) в Кении имеют фенетическое сходство ближе к Homo ergaster, чем к африканским гомининам среднего плейстоцена, таким как эфиопский Бодо (Homo heidelbergensis или Homo bodoensis) и зимбабвийский Кабве (Homo rhodesiensis). Основываясь на текущей летописи окаменелостей (образцы Daka, Buia, Гомбора II из Мелка Кунтуре, Бодо 1), можно предположить, что Восточная Африка около 1 млн лет назад была наиболее вероятным регионом появления самого последнего общего предка (MRCA) гоминин позднего среднего плейстоцена и позднего плейстоцена.
Средний каменный век Африки начался ~300 тыс. л. н. и продолжался до ~40—22 тыс. лет назад, в зависимости от исследуемой области (термины «ранний каменный век» (ESA), «средний каменный век» (MSA) и «поздний каменный век» (LSA) в контексте африканской археологии не следует путать с терминами нижний палеолит, средний палеолит и верхний палеолит).

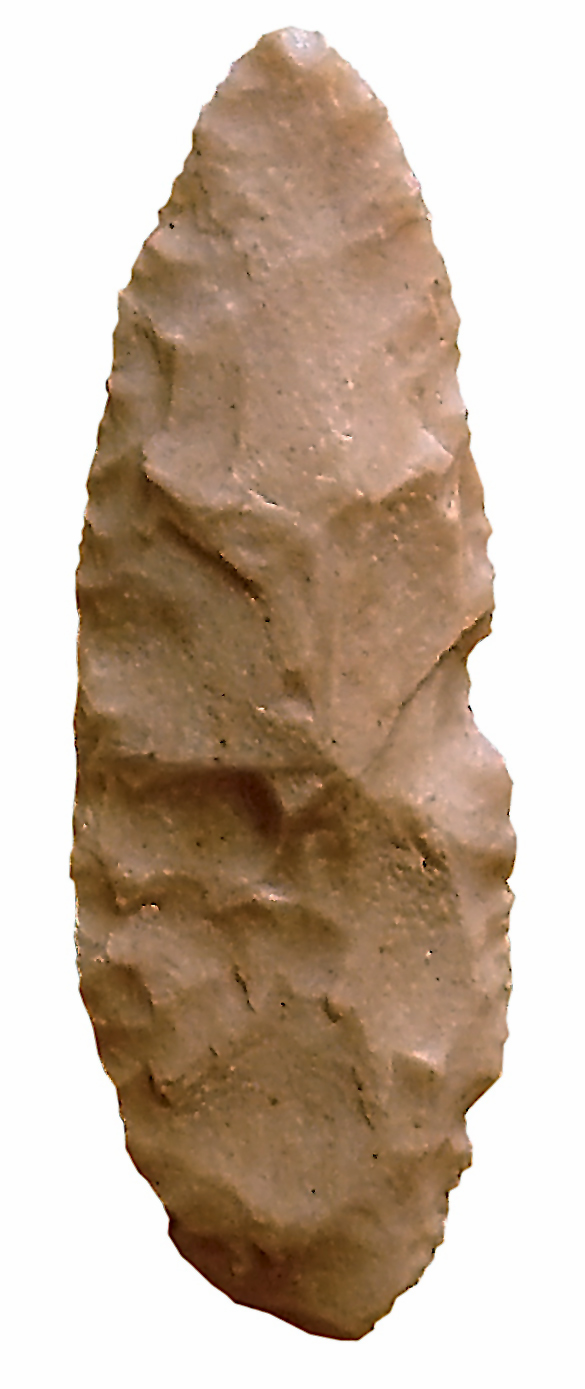
Африканский наконечник копья позднего каменного века (LSA)

Череп из Флорисбада (южно-африканская провинция Фри-Стейт) возрастом 259 тыс. лет является типовым для вида Homo helmei.
Ископаемые окаменелости свидетельствуют о том, что человек разумный жил в южной и восточной Африке по крайней мере 100 тыс. л. н., а возможно, 150 тыс. лет назад. Примерно 40 тыс. лет назад этот вид вышел за пределы Африки и начал освоение всей планеты. По другим гипотезам, «исход из Африки» мог происходить неоднократно и гораздо раньше (74 — 130 тыс. лет назад).
С помощью метода IBDmix удалось определить, что африканцы имеют гены неандертальцев (количество ДНК неандертальцев у африканцев — около 17 Мб или 0,3 % от их генома), вероятно доставшиеся им в результате обратных миграций Homo sapiens из Европы. Евразийское происхождение встречается у популяций по всей Африке. Даже такие рано отделившиеся группы как койсанские народы имеют до 30 % родословной от недавней смеси с восточноафриканцами и евразийцами.

## Возникновение сельского хозяйства
Примерно 18 тыс. лет назад на холмах Эфиопского нагорья неподалёку от Красного моря люди собирали и употребляли в пищу орехи, клубнеплоды и травы. Между 15 и 13 тысячами лет назад были освоены зерновые. Культура злаков распространилась на западе Азии, где стали выращивать пшеницу и овёс. Началась неолитическая революция. Между 12 и 10 тысячами лет назад умения культивировать пшеницу и овёс и разводить овец и крупный рогатый скот пришли из Азии в Африку. В то время климат был влажным, и Эфиопское нагорье было богато лесами. Люди, говорившие на омотских языках, научились выращивать бананы примерно 8,5-7,5 тысяч лет назад. Примерно 9 тысяч лет назад был приручен осёл, и вскоре это умение распространилось в Юго-Западной Азии. Кушиты начали выращивать теф и дагуссу.
В степях и саваннах Сахары нило-сахарские племена собирали и выращивали пшено и сорго уже 10 тыс. — 8 тыс. лет назад. Позже начали культивировать арбузы, тыквы и хлопок. Одновременно был одомашнен скот и возникло гончарство. Популярным было рыболовство в многочисленных ручьях и озёрах. На западе Африки влажный климат привел к расширению ареала тропических лесов до территорий нынешних Сенегала и Камеруна. Между 11 и 7 тыс. лет назад нигеро-конголезские племена научились выращивать масличные и рафиевые пальмы, а также некоторые разновидности бобовых. Поскольку большинство из этих видов росли в лесах, нигеро-конголезцы изобрели каменные топоры для их расчистки.
7 тысяч лет назад влажный период завершился, и Сахара стала высыхать. Люди, населявшие её территории, мигрировали во все стороны, в частности в долину Нила. Аналогично сухой климат установился в Восточной Африке.

### Металлургия
Примерно 6 тысяч лет назад в Африке научились плавить свинец, медь и бронзу. Плавили медь в додинастическом Египте и Нубии, бронза появилась не позднее чем в 5 тыс. лет назад. Основным поставщиком меди и золота была Нубия.
Независимо медь начали использовать на западе континента на плоскогорье Аир, на территории современного Нигера. Сначала процесс был недостаточно совершенен, что свидетельствует о привнесении из-за пределов региона, но позже технология улучшилась.
В 1 тысячелетии до н. э. в северо-западной Африке, Египте и Нубии начали плавить железо. В 670 году до н. э. ассирийцы вытеснили из Египта нубийцев с помощью железного оружия, что способствовало утверждению производства железа в долине Нила.
В других частях Африки металлургия развивалась независимо. В Западной Африке процесс начался примерно 3,5 тысячи лет назад в Эгаро, что на запад от массива Термит в Нигере, а железо стали выплавлять здесь примерно 2,5 тысячи лет назад. Есть свидетельства того, что в Центральной Африке производство железа могло быть известно ещё 5 тыс. лет назад. Выплавка железа была известна в области между озером Чад и Великими Африканскими озёрами между 1000 и 600 годами до н. э., гораздо раньше, чем в Египте. К 500 году до н. э. культура Нок на плато Джос уже знала железо.
Около 2000 года до нашей эры началась миграция банту на юг Африки, достаточно скоро народы банту расселились на огромных пространствах.

## Древность
В Северной Африке период античности связан с историей Древнего Ближнего Востока. Особенно это касается Древнего Египта и Нубии. На Африканском Роге, а также в западной части Аравийского полуострова, доминировало Аксумское царство. Древние египтяне установили связи с Пунтом в 2350 году до н. э. Считается, что эта страна лежала на территории современных Сомали, Джибути и Эритреи. Финикийские города, например, Карфаген, были частью средиземноморской античности, а Африка к югу от Сахары развивалась в эти времена вполне независимо. Около 3000 лет назад началась масштабная обратная миграция из Евразии в Африку — её вклад в современных африканских геномах составляет 4—7 %, а неандертальский след в геномах современных африканских популяциях составляет 0,2—0,7 %.

### Древний Египет

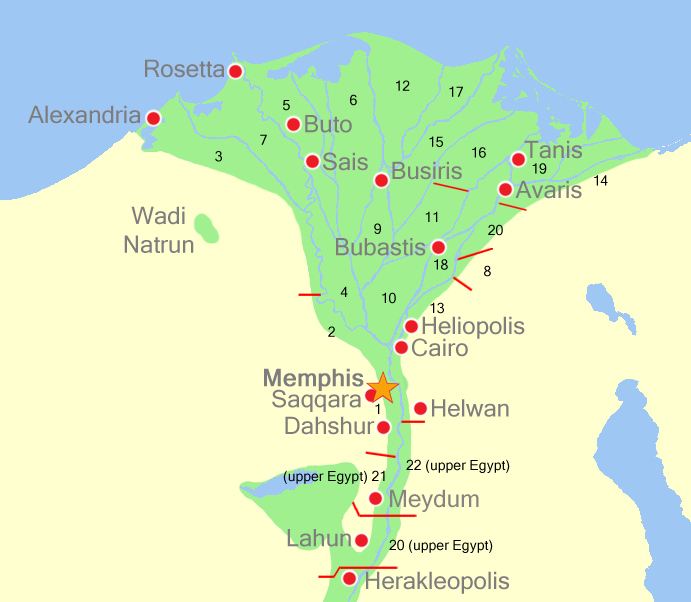
Карта Древнего Египта и его номов

После обезвоживания Сахары человеческие поселения начали сосредотачиваться в долине Нила, и вскоре там возникли многочисленные племенные объединения. Особенно быстро население росло в дельте Нила в Нижнем Египте и области от второго до третьего порога. Росту населения способствовало выращивание растений, заимствованных на юго-востоке Азии, в частности пшеницы и овса, а также развитие животноводства — разведение овец, коз и коров. Вследствие роста населения началась борьба за землю и возникла потребность в регуляции сельского хозяйства, которую обеспечил аппарат управления. Самый могущественный племенной союз возник в Та-сети примерно 5,5 тысяч лет назад.

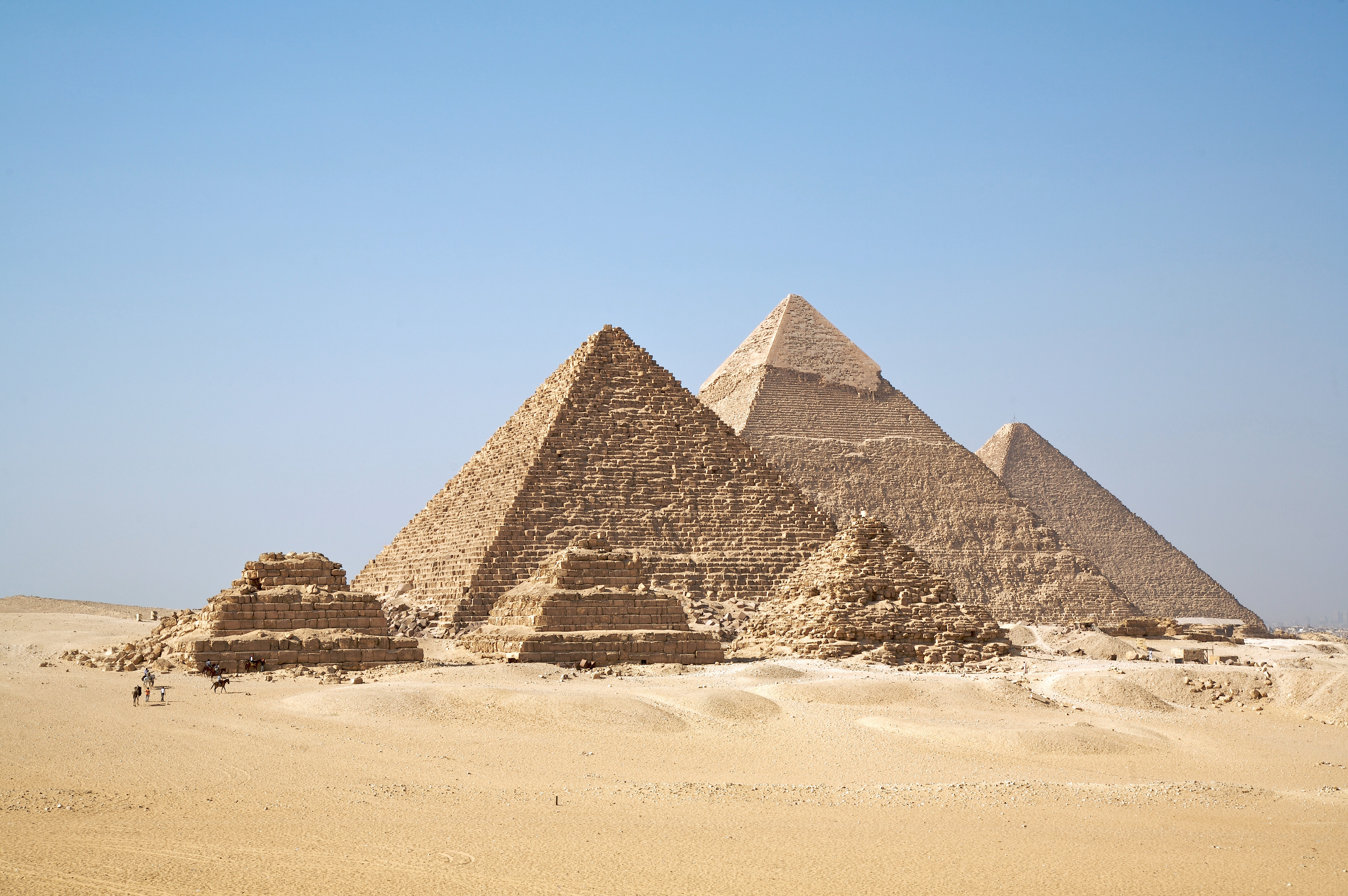
Пирамиды Гизы, символ цивилизации Древнего Египта.

В Нижнем Египте племенные союзы консолидировались в более широкие политические объединения, что в конечном итоге привело к образованию около 3100 года до н. э. единого государства во главе с Нармером. Зародился культ правителя-бога в пантеоне многочисленных богов. Правление фараона означало централизованную бюрократию с системой управленцев, сборщиков налогов, воевод, художников и ремесленников. Возник сбор налогов, началась организованная работа для общественных нужд: строительство каналов и других ирригационный сооружений, пирамид, храмов. Во времена Четвёртой династии началась торговля с отдаленными землями: с Леванта привозили лес, из Нубии — золото и меха, из Пунта — ладан. Торговали также с западными областями Ливии. В период Древнего царства сложилась основа египетской системы управления, которая всегда осуществлялась через централизованную бюрократию и опиралась на веру в божественность фараона.
С 3-го тысячелетия до н. э. Египет всё больше распространял свой военный и политический контроль на южных и западных соседей. К 2200 году до н. э. единство Древнего царства пошатнулось из-за соперничества между номами, правители которых начали бросать вызов фараону. Вторжение из Азии тоже сыграло свою роль. В истории Египта начался Первый переходный период, время разлада и неуверенности.
К 2130 году до н. э. период застоя завершился утверждением власти Ментухотепа I, основателя XI-й династии. Возникло Среднее царство, снова началось строительство пирамид, велась торговля с далёкими землями, а центр власти сместился из Мемфиса в Фивы. Укрепились связи с южными царствами Куш, Вават, Иртет. Второй промежуточный период начался с вторжения гиксосов на колесницах и с бронзовым оружием, неизвестными в Египте раньше. Технология колесниц распространилась на запад в Сахару и в Северную Африку. Гиксосы не смогли удержать свои завоевания и стали частью египетской общности. Как следствие, Египет вошёл в самую мощную фазу своего развития — Новое царство. В то время Египет был великой державой, контролировал Нубию и Палестину и имел большое влияние на ливийские племена и на Средиземное море. Новое царство завершилось вторжением ливийских племен, что привело к Третьему переходному периоду, после которого установилась XXII династия, правившая на протяжении двух веков.
Постепенно набирала силу южная Нубия. Завоевание нубийцами Египта началось с Кашты и завершилось Пианхи и Шабакой. Так родилась XXV династия, правившая 100 лет. Нубийцы пытались воспроизвести египетские традиции и обычаи, но их правлению положило конец вторжение ассирийцев, которые пришли с железным оружием. XXVI династия возникла в Саисе. Она продолжалась до 525 года до н. э., в котором на Египет напали персы. В отличие от ассирийцев, персы правили долго. В 332 году до н. э. Египет покорил Александр Македонский. После него начался период правления Птолемеев, который длился до римского завоевания в 30 году до н. э..

### Нубия

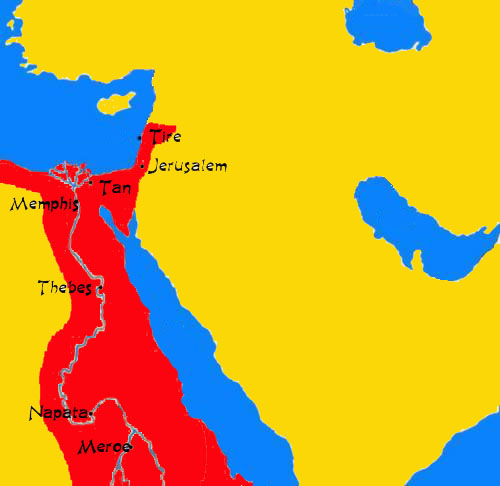
Царство Куш в период наибольшего могущества

Примерно 5,5 тысяч лет назад в верховьях Нила, на севере Нубии возникла область Та-сети, власть которой распространялась на весь Верхний Египет. Та-сети вела торговлю с Египтом и даже с дальними странами Леванта, экспортируя золото, медь, страусовые перья, эбонитовую древесину и слоновую кость. К XXXII в. до н. э. Та-сети стала приходить в упадок, и её поглотил Египет.

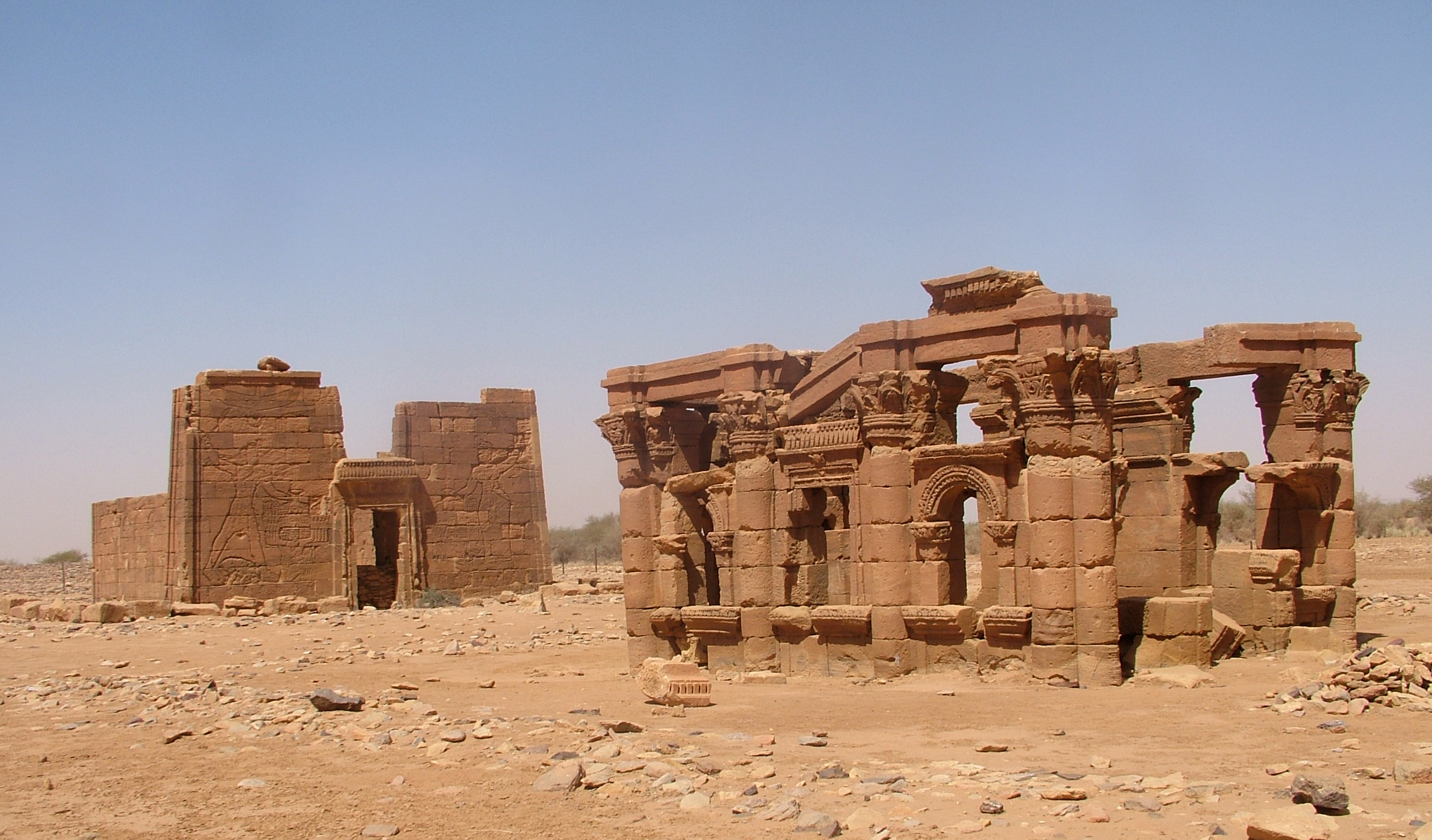
Нубийский храм Апедемак, Нака

На территории Нубии и в дальнейшем оставались небольшие племенные союзы. В конце третьего тысячелетия до н. э. началась их консолидация, и возникли два государства: Саи, граничившее с Египтом, и Керма. В XVIII в. н. э. Керма подчинила себе Саи и стала серьёзным конкурентом Египта. Между 1575 и 1550 годами до н. э., во времена XVII династии, Керма вторглась в Египет с гиксосами.
Во времена XVIII династии Древний Египет восстановил своё могущество и подчинил себе Керму. Его владычество затянулось почти на 500 лет, что привело к ассимиляции кушитов с египтянами. Однако, в конце концов кушиты восстановили независимость и свою культуру. Зародилась новая религия с Амоном как главным божеством и духовным центром в Напате. В 730 году до н. э. кушиты вторглись в Египет и захватили Фивы. Образовалась Кушитская империя, земли которой простирались от Палестины до слияния Голубого и Белого Нила.
Господству кушитов над Египтом положило конец вторжение ассирийцев. Впоследствии административный центр кушитского государства переместился из Напаты в Мероэ, и начала развиваться новая нубийская культура. Сначала культура мероитов была очень близка к египетской, но постепенно она приобретала новые формы. Нубия стала центром производства железа и хлопчатобумажных тканей. Египетское письмо уступило мероитскому. К египетскому пантеону богов присоединился бог-лев Апедемак. Возросла торговля с побережьем Красного моря, что дало возможность наладить деловые связи со Средиземноморьем, в частности с Грецией. Уникальным стал архитектурный стиль с многочисленными изображениями львов, страусов, жирафов и слонов. Но рост Аксума подорвал торговлю Нубии, кроме того, страна пострадала от вырубки лесов, поскольку производство железа требовало древесины. В 350 году до н. э. аксумский правитель Эзана положил конец процветанию Мероэ.

### Карфаген

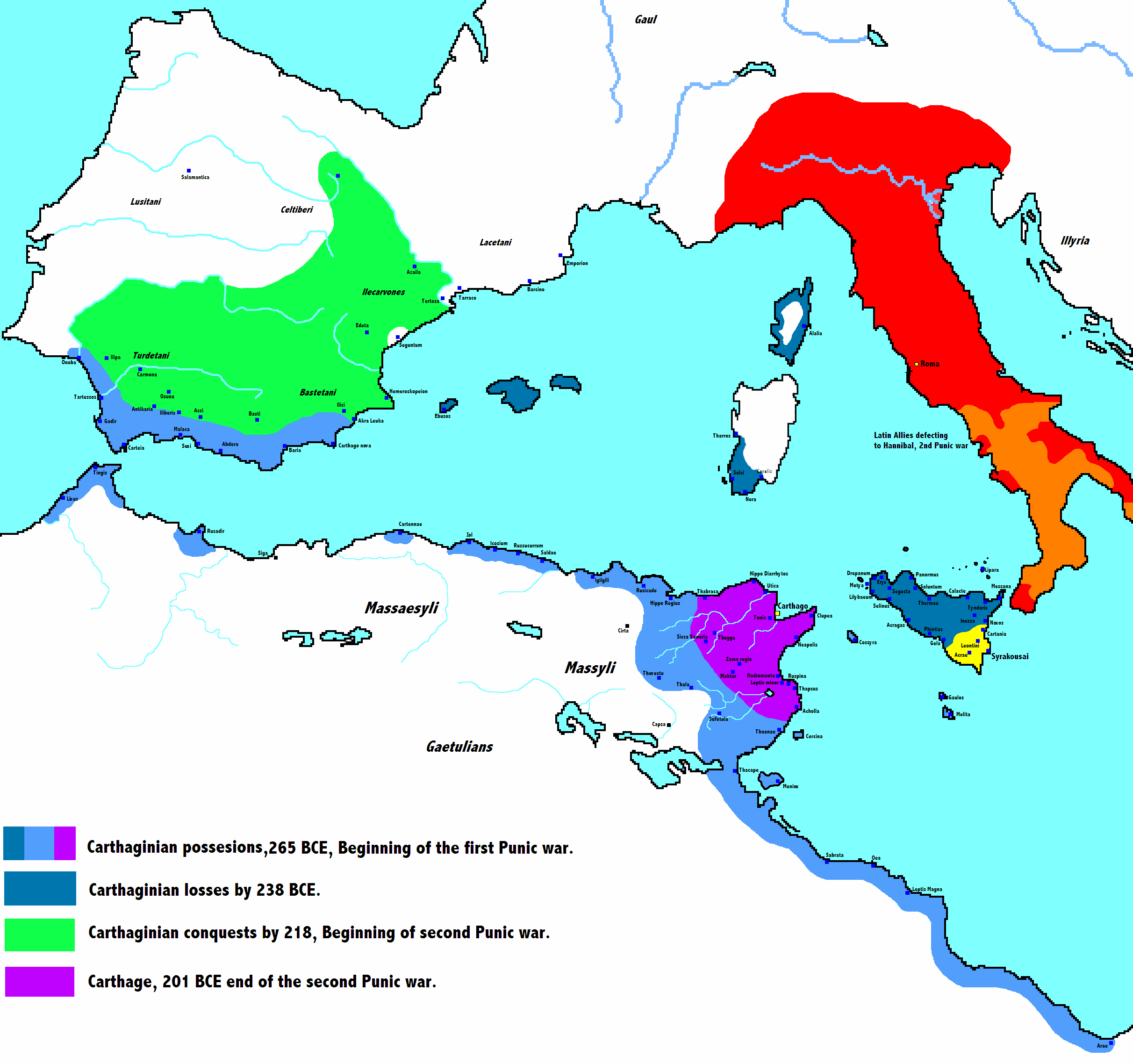
Территория Карфагенской державы

Египтяне называли людей к западу от Нила, предков берберов, ливийцами. Как и народы маури, которые жили на территории современного Марокко, и нумидийцы современного Алжира и Туниса, это были в основном земледельцы, но попадались и кочевые племена, которые находились в непрестанном конфликте с прибрежными поселениями.
Другой народ, финикийцы, специализировался на морской торговле и повсюду искали ценные металлы: медь, золото, олово и свинец. Поселения финикийцев были рассыпаны вдоль побережья Северной Африки и вели торговлю с берберами. В 814 году до н. э. финикийцы из Тира основали город Карфаген. К 600 году Карфаген стал одним из основных торговых центров Средиземноморья, чему способствовали связи с Тропической Африкой. Благодаря состоятельности Карфагена возникли берберские государства Нумидия и Мавретания. Берберские посредники проходили караванами через Сахару и перевозили товары от одного оазиса к другому несмотря на опасность нападения грабителей-гарамантов. Основными товарами были соль и металлические изделия, которые обменивались на золото, рабов, ожерелье и слоновую кость.

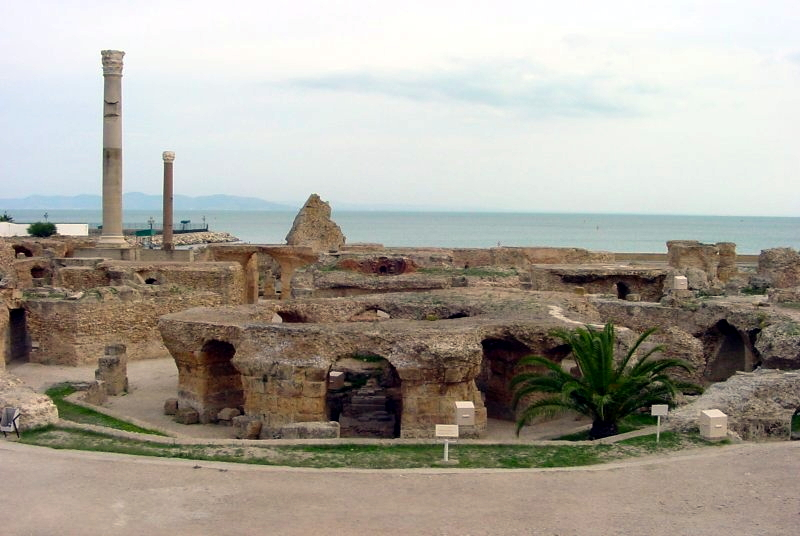
Руины Карфагена

Карфаген боролся за господствующее положение в Средиземноморье с древними греками и римлянами. Особенно ожесточенными были войны с Римом: Первая Пуническая война (264—241 года до н. э.) за Сицилию, Вторая Пуническая война (218—201 года до н. э.), когда Ганнибал вторгся в Европу, и Третья Пуническая война (149—146 года до н. э.). Первые две войны Карфаген проиграл, а вследствие третьей, в которой берберы Нумидии помогали Риму, был уничтожен, став римской провинцией. Провинция Африка стала одним из основных поставщиков пшеницы, маслин и масла Риму. Через два века Рим подчинил себе и берберские Нумидию и Мавританию. В 420 году в Северную Африку вторглось германское племя вандалов, основав своё королевство с центром в Карфагене. Берберы впоследствии отстояли свою независимость.
Христианство проникло в Африку в I веке, сначала в Александрию, а затем во всю северо-западную часть континента. К изданию Миланского эдикта 313 года вся римская Северная Африка была христианской. Египтяне приняли монофизитство и основали независимую Коптскую Церковь. Берберы сочувствовали донатизму и тоже отказывались признать авторитет католической церкви.

#### Берберы
Карфаген имел большое влияние на туземное население. Берберы тогда уже находились на той стадии, когда сельское хозяйство, ремесло, торговля и политическая организация позволяли поддержку нескольких государственных образований. С ростом могущества Карфагена часть берберов оказалась в рабстве, другая часть стала служить карфагенянам, собирая дань со все ещё независимых племён. До IV века до н. э. берберы вместе с галлами составляли значительную часть карфагенского войска. После поражения Карфагена в Первой Пунической войне берберские наемники подняли бунт из-за невыплаты зарплаты, который длился с 241 до 238 года до н. э. Они захватили значительные территории и чеканили деньги, что получили название ливийских. Власть Карфагена уменьшалась и в дальнейшем после поражений в следующих Пунических войнах, а в 146 году до н. э. римляне уничтожили город. В результате берберы в глубине континента набирали силы. Ко II веку до н. э. возникло несколько берберских государств, два из них — в Нумидии. Ещё дальше лежала Мавритания. Наивысшего расцвета берберский цивилизация достигла в период правления Масиниссы во II веке до н. э. После его смерти в 148 году до н. э., берберские царства несколько раз объединялись и распадались. Династия Масиниссидов продолжалась до тех пор, пока в 24 году все земли берберов не покорили римляне.

### Сомали

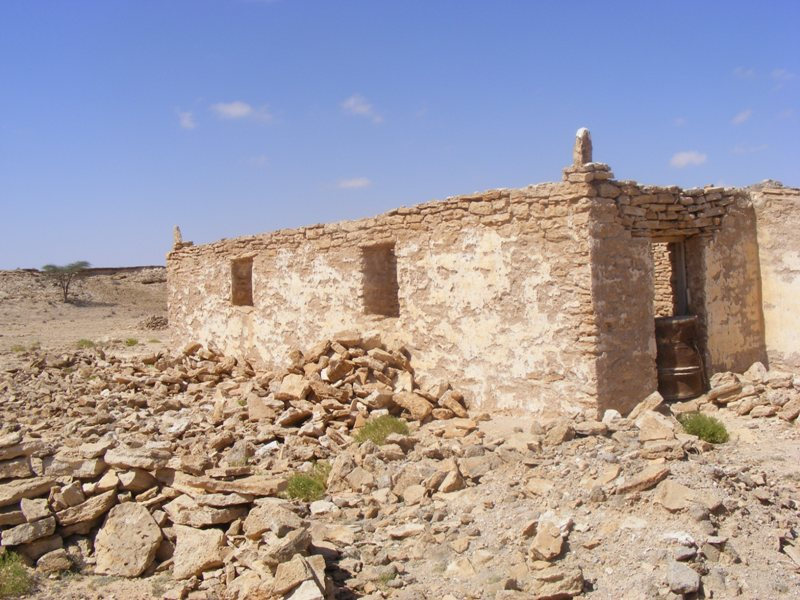
Руины древнего центра сомалийской культуры.

В античные времена предки современных сомалийцев были важным звеном в торговых связях между западом и остальным миром. Сомалийские моряки и купцы поставляли ладан, смирну, пряности, ценились египтянами, финикийцами, микенянами и вавилонцами. Сомалийские города Опоне, Мосиллон и Малао конкурировали с сабеями, парфянами и аксумитами за право участия в прибыльной торговле между Индией и греко-римским миром.

### Римская Северная Африка

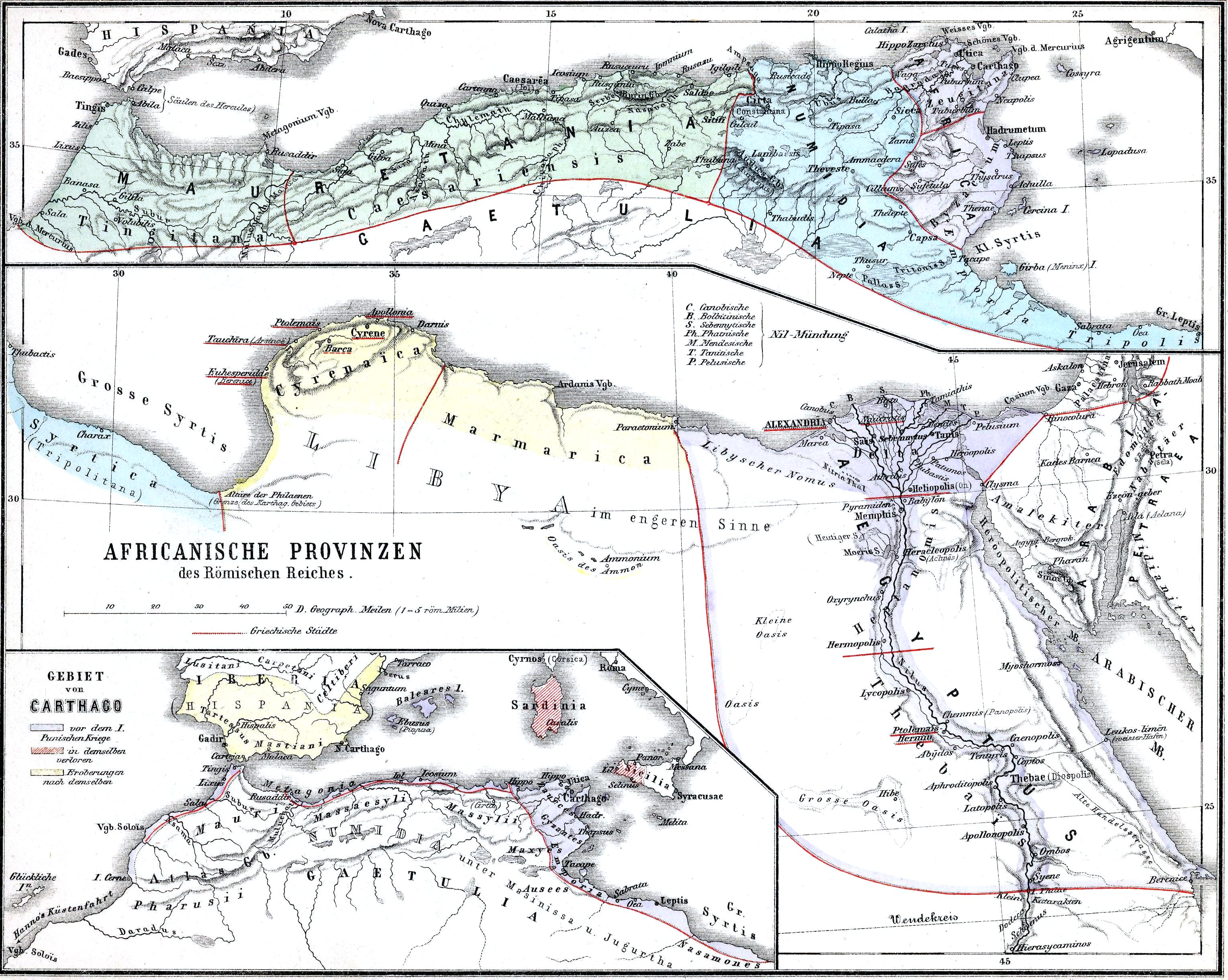
Северная Африка во времена Римской империи.

Урбанизация областей земледелия при правлении Рима привела к перемещению берберского населения. Кочевники были вынуждены или осесть, или мигрировать в пустынные области. Оседлые племена потеряли независимость. Однако берберы постоянно оказывали сопротивление римскому господству. Для защиты римских владений император Траян установил южную границу в горах Орес и Неменша и построил ряд фортов. Римляне освоили земли вблизи Ситифа во II веке, но дальше на запад римское влияние ещё долго распространялось лишь на побережье.
Римляне удерживали в Северной Африке сравнительно небольшую армию, которая не превышала 28 тыс. легионеров. Со II века гарнизоны в Нумидии и двух Мавританских провинциях охранялись в основном местными жителями. В правление Клавдия, Нервы и Траяна в Северной Африке выросли поселения ветеранов-легионеров.
Северную Африку называли житницей империи, отсюда в другие провинции, в частности в Италию и Грецию, экспортировали зерно, а также фрукты, фиги, виноград, бобы. До II века значительное место в торговле занимало масло.
Начало упадка империи не ощущалось в Северной Африке особенно сильно. Однако и здесь начинались восстания. В 238 году землевладельцы подняли бунт против финансовой политики императора, хотя и безуспешно. Из 253 по 288 год было несколько восстаний берберов в горах Мавритании. Однако, общие для империи экономические проблемы ощущались и здесь. Почти прекратилось строительство городов.
В Северной Африке проживало немало евреев. Некоторых из них депортировали из Иудеи или из Палестины после восстаний против римского правления, часть поселилась здесь ещё давно, вместе с финикийцами. Кроме того, несколько берберских племен обратились к иудаизму.
Христианство пришло в Северную Африку во II веке и быстро приобрело популярность в городах и среди рабов. К концу IV века земли с оседлым населением стали полностью христианскими, как и некоторые из берберских племен. В 313 году в Северной Африке распространился донатизм, крайнее течение, не признававшее таинств из рук тех священников, которые отказались от религии во времена преследования императором Диоклетианом. Донатисты неодобрительно относились к вмешательству императора Константина в дела церкви, хотя большинство христиан с радостью восприняли государственное признание. Началась острая борьба между донатистами и сторонниками римской системы. Выдающимся критиком донатизма был святой Августин. Его аргументом было то, что недостойное поведение священников не отменяет таинства, поскольку истинное их вдохновение во Христе. Августин отстаивал право христианской власти наказывать схизматов и еретиков. Противостояние решил Карфагенский собор 411 года, но отдельные общины донатистов существовали в Северной Африке ещё до VI века.
Римская власть постепенно приходила в упадок, и в отдельных горных областях стали утверждаться независимые царства. Оттуда берберы совершали набеги на города. В 420 году в Северную Африку прибыли вандалы. Они захватили Карфаген и в 439 основали Королевство вандалов и аланов, которое просуществовало до 533 года, контролируя торговлю в Средиземном море. Королевство было покорено во времена императора Византии Юстиниана, войско которого возглавлял полководец Велисарий. Местное население всё ещё сопротивлялось на протяжении 12 лет, но и в дальнейшем контроль Византии над Северной Африкой оставался слабым из-за удаленности от Константинополя, малого интереса императорской власти и коррупции. Поэтому регион не оказал значительного сопротивления мусульманскому завоеванию.

### Аксум

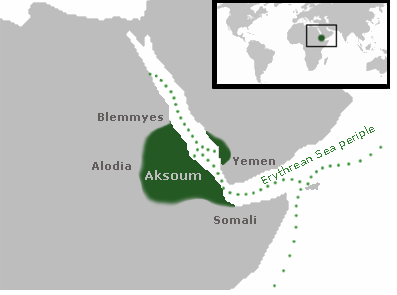
Государство Аксум

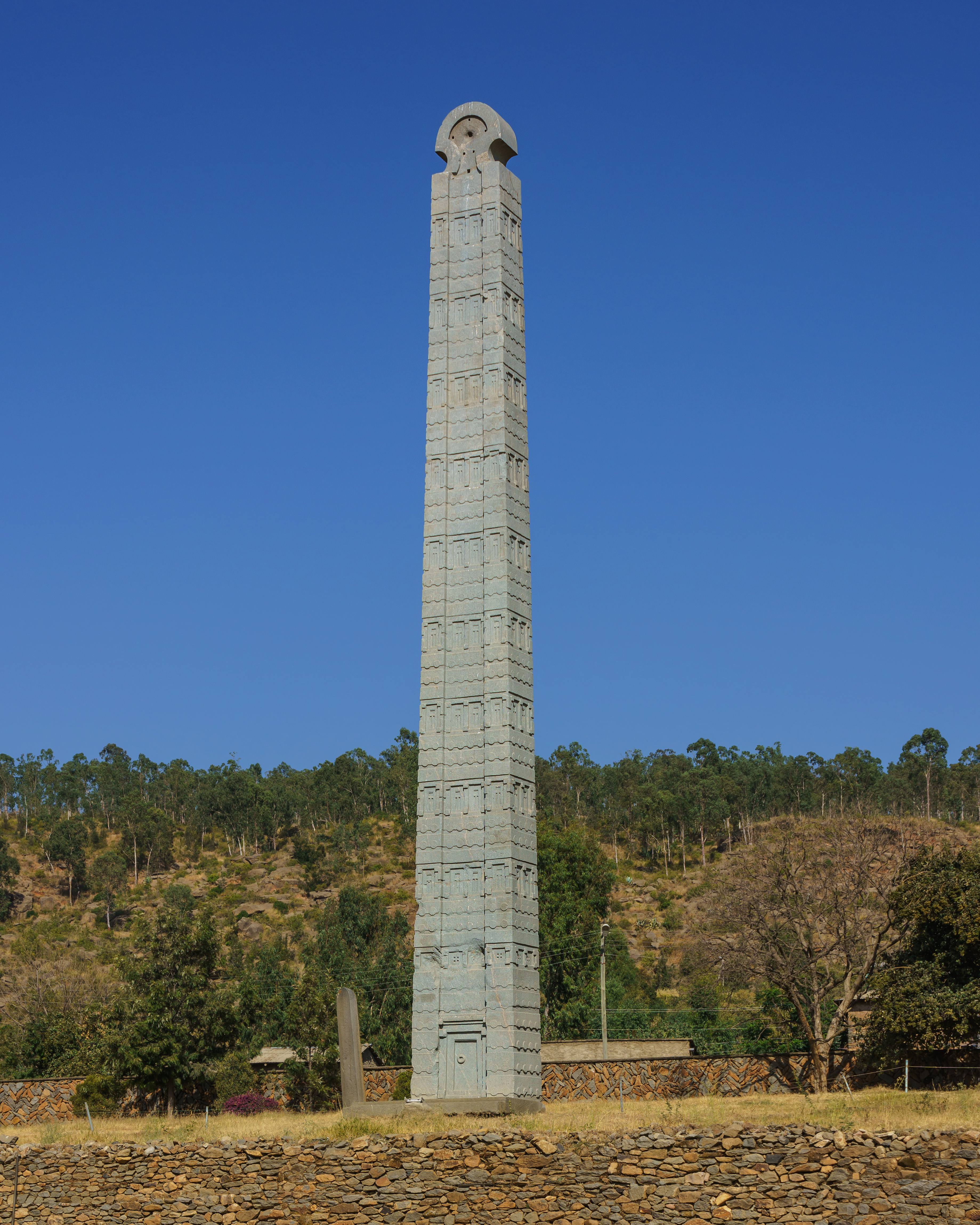
Аксумский обелиск, символ аксумской цивилизации.

Первым государственным образованием на территории современной Эритреи и северной Эфиопии был Д'мт, существовавший в VIII-VII вв. до н. э. Он торговал через Красное море с Египтом и Средиземноморьем, поставляя туда ладан. Между V-м и III-м веками до н. э. Д’мт пришёл в упадок, и его сменили несколько других государственных образований. Позже оживилась торговля с южной Аравией через порт Саба. Важным центром коммерции стал Адулис.
Взаимосвязи аравийских сабеев и жителей северной Эфиопии привели к образованию геэзской культуры, языка и письма. Как следствие возник Аксум, известный в своё торговлей с Египтом, Римом, Причерноморьем и даже Персией, Индией и Китаем. К V веку до н. э. Аксум достиг процветания, экспортируя слоновую кость, шкуры гиппопотамов, золото, пряности, слонов, стекло, латунь и медь и импортируя серебро, масло и вино. Территория Аксума включала частично восточную часть современного Судана, север Эфиопии, Эритреи. Аксумцы строили дворцы и мегалитические захоронения. К 300 году Аксум чеканил собственные серебряные и золотые монеты.
В 331 году аксумский правитель Эзана обратился в христианство монофизитского направлении. К 350 году в Эфиопии утвердилась сирийская монашеская традиция, которая легла в основу коптской церкви.
В VI веке Аксум смог расширить свои владения за счет Сабы и Аравийского полуострова, но к концу века аксумцев вытеснили персы. Когда в западной части Азии вступил в силу ислам, связи Аксума со Средиземноморьем оборвались, торговля в Красном море также пришла в упадок, сместившись в Персидский залив. Эти факторы обусловили упадок государства. К 800 году столица переместилась в горные области, и могущество Аксума упало.

### Западная Африка
В западном Сахеле оседлые общины появились, когда люди овладели выращиванием проса и сорго. Археологические данные свидетельствуют, что в Западной Африке значительные по размерам поселения возникли примерно 4 тысячи лет назад. Одновременно возникла торговля через Сахару, позволявшая обмен широким ассортиментом товаров между севером и югом. Сложилась система обмена, в которой участвовали племена различных территорий: земледельцы получали соль от кочевников, кочевники получали мясо и другие продукты от пастухов и земледельцев саванны и рыбу из реки Нигер, лесные жители снабжали мехом и мясом.

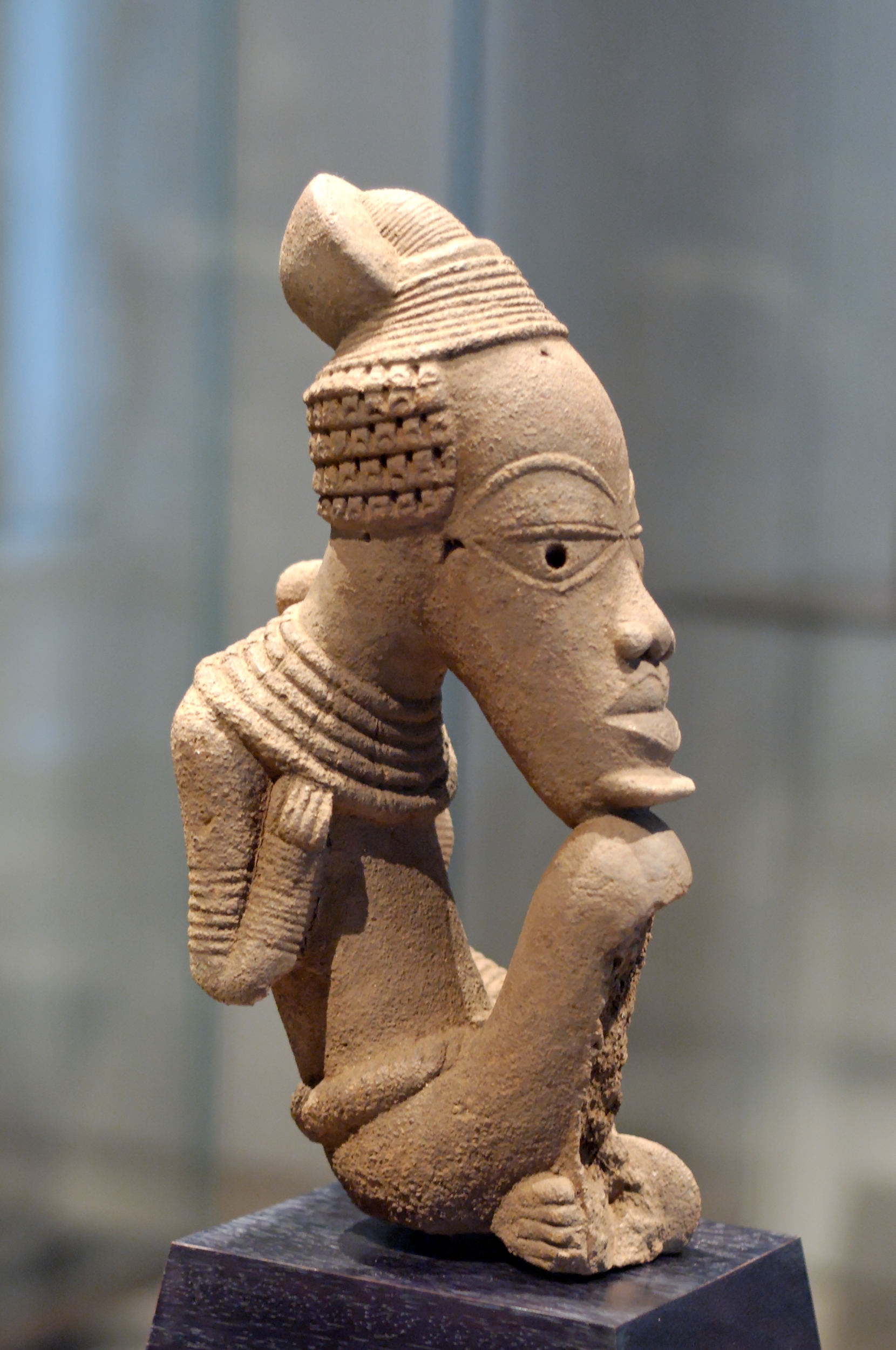
Статуэтка цивилизации Нок. Терракота. Лувр

Значительными ранними поселениями были Тишит и Уалата, лежащие на территории современной Мавритании. В бывшей сахарской саванне сохранились остатки около 500 каменных поселений, жители которых ловили рыбу и выращивали просо. Их построил народ сонинке. За 300 лет до н. э. область высохла, и поселение пришло в упадок, а их жители, вероятно, переселились в Кумби-Сале. Анализ архитектуры и гончарных изделий свидетельствует, что народ Тишита был родственный народом будущей империи Гана. Жители поселения Дженне производили железо и умели возводить дома из обожженной на солнце глины. Об их численности свидетельствует большое кладбище. К 250 году до н. э. Дженне был большим городом, в котором процветала торговля.
Далее на юг, в центральной Нигерии примерно 1000 лет до н. э. возникла культура Нок, для общества которой была свойственна высокая централизация. Культура известна благодаря миниатюрным фигуркам из терракоты, изображавшим человеческие головы, слонов и других животных. К V веку до н. э. здесь научились плавить железо, но через три века культура исчезла. Считается, что традиции этой культуры продолжились в культурами йоруба и бини.

### Расселение банту

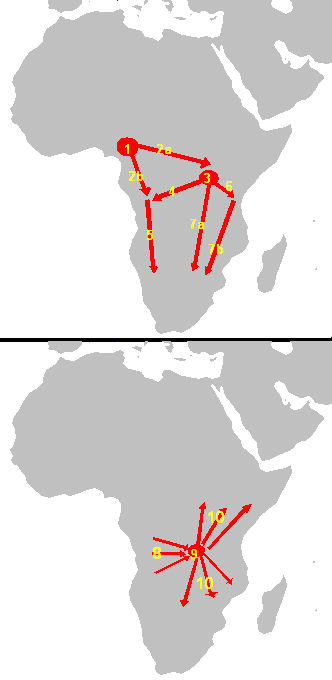
1 = 3000 — 1500 до н. э. появление
2 ~ 1500 до н. э. первая миграция
2.a = Восточные банту, 2.b = Западные банту
3 = 1000—500 до н. э. создание культуры Уреве восточными банту
4 — 7 = продвижение на юг
9 = 500 до н. э. — 0 появление народа Конго, этнической макрогруппы банту.
10 = 0 — 1000 заключительная фаза

Значительным событием в истории Африки было расселение на континенте народов банту. Люди, говорившие на языках банту, начали во 2-м тысячелетии до н. э. мигрировать с территории современного Камеруна в область Великих Африканских озёр. К 1 тысячелетию до н. э. на языках банту разговаривали в широком поясе Центральной Африки. Во II веке до н. э. народы банту расселились на юг в долину Замбези, а дальше двинулись на запад на территории современной Анголы и на восток — в современные Малави, Замбию и Зимбабве. Ещё один поход на восток произошёл примерно 2 тысячи лет назад, когда народы банту достигли побережья Индийского океана — в Кению и Танзанию. Восточный поток объединился с южным, в дальнейшем заселив Мозамбик и добравшись до Мапуту и, позднее, Дурбана. Примерно в V веке банту проникли на Мадагаскар. Во второй половине первого тысячелетия народы банту уже заселяли берега реки Большой Кей в Южной Африке. Основная земледельческая культура банту, сорго, не смогла прижиться в Намибии и в окрестностях мыса Доброй Надежды. Остальные земли юга Африки заселяли койсанские народы.

## 500—1800

### Северная Африка

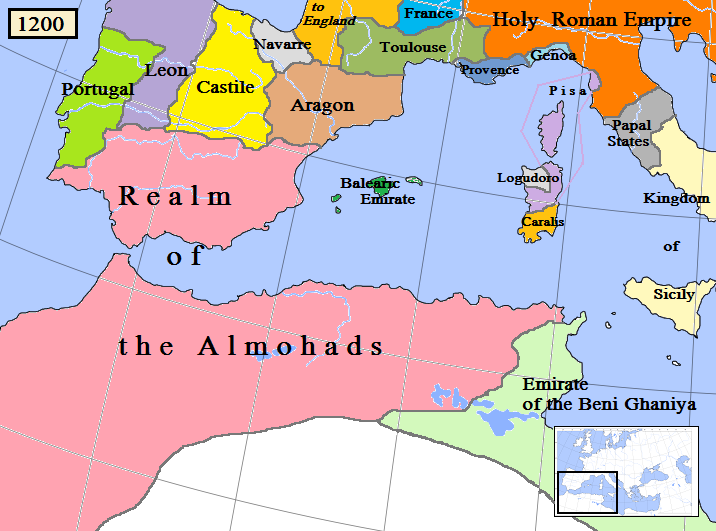
Государство Альмохадов на 1200 год.

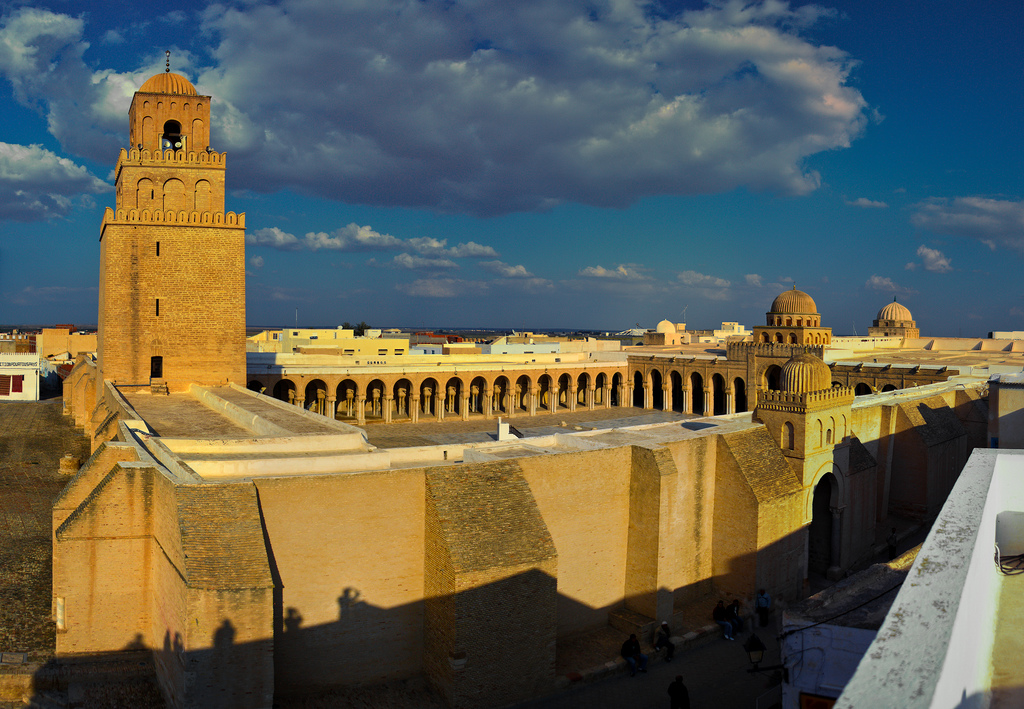
Мечеть Укба в Кайруане, построенная в 670 году Омейядами.

К 711 году Северную Африку полностью завоевали арабы, а к X веку большая часть населения приняла ислам. Под конец IX века единство, возникшее после арабских завоеваний, подошло к концу. Шла борьба за право быть продолжателем пророка. Сначала власть в Халифате захватили Омейяды, установив свою столицу в Дамаске. Когда Аббасиды отобрали у них власть, они перенесли центр своего правления в Багдад. Свободолюбивые берберы из Северной Африки, которым не нравилось внешнее вмешательство в свои дела и исключительность арабов в ортодоксальном исламе, приняли ислам шиитского и хариджитского направлений, к которым Аббасиды относились враждебно. На территории Магриба в VIII-м и IX-м веках возникло много хариджитских государственных образований, которые не подчинялись Багдаду. В X веке из Сирии пришли шииты, которые утверждали своё происхождение от дочери Магомета Фатимы и образовали в Магрибе династию Фатимидов. К 950 году они покорили весь Магриб, а к 969 году завоевали Египет.
Пытаясь очистить ислам, Абдулла ибн Ясин основал среди объединения племён берберов санхаджа, обитавших на территории современной Мавритарнии и Западной Сахары, движение альморавидов. Берберы санхаджа, как и сонинке, наряду с исламом исповедовали язычество. Абдулла ибн Ясин легко нашёл последователей среди санхаджского племени лемтунов, которых на юге теснили сонинке, а на севере зената. К 1040 лемтуны полностью приняли альморавидскую идеологию. Лемтунские вожди Яхья ибн Омар и Абу Бекр ибн Омар захватили власть на большой территории, разделив страну на две части, поскольку она была слишком большой для одного правителя. На юге, воюя с ку-ку сонинке, правил Абу Бакр, в другой — Юсуф ибн Ташфин, который захватил кроме Северной Африки ещё и часть Пиренейского полуострова. Абу Бакр умер в 1087 году, и после его смерти сонинке вернули себе утраченные земли.

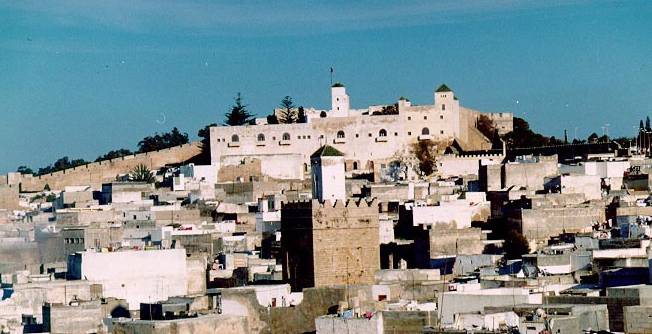
Альмохадский минарет в Сафи

С X по XIII века значительная часть бедуинов покинула Аравийский полуостров. К 1050 году в Магриб иммигрировало около четверти миллиона арабских кочевников. Тех из них, которые шли вдоль северного побережья Африки, называли бану хилал; тех, кто ушёл к югу от Атласских гор, называли бану сулайм. Благодаря этому движению расширился ареал использования арабского языка, берберский язык стал приходить в упадок, и началась арабизация Северной Африки. Позже одна из арабизированных берберских групп, хаввара, прошла через Египет в Нубию. В 1140-х годах Абд аль-Мумин провозгласил джихад Альморавидам, обвинив их в распущенности и коррупции. Объединив северные берберские племена, он сумел одолеть их и основал новую династию Альмохадов. На то время Магриб уже был полностью мусульманским и стал одним из центров исламской культуры с высоким уровнем грамотности и научных знаний, в том числе математических. К XIII веку государство Альмохадов распалось на три части. Христианские королевства Кастилия, Арагон и Португалия почти полностью вытеснили мусульман с Пиренейского полуострова. В 1415 году Португалия начала отвоёвывать земли в Северной Африке, захватив портовый город Сеута. Вскоре Испания и Португалия захватили ещё несколько портов. В 1492 году Испания захватила Гранадский эмират, последнее мусульманское государство на полуострове, что окончательно положило конец 8 векам мусульманского владычества в Иберии.
Португалия и Испания завладели портами Танжер, Алжир, Триполи и Тунис, но их интересы стали пересекаться с интересами Османской империи, и турки отвоевали эти порты, используя тактику пиратских нападений. Из своих северо-африканских портов турецкие корсары осуществляли регулярные нападения на христианские торговые суда. Формально в те времена Северная Африка принадлежала Оттоманской империи, но на самом деле турецкий контроль был слабым и распространялся только на прибрежные города. Продолжалась торговля через Сахару, турецкие паши из Триполи получали из Борну рабов, продавая лошадей, огнестрельное оружие и латы.
В XVI веке арабские кочевники, по легенде ведшие свою родословную от дочери Магомета, завоевали и объединили Марокко, образовав династию Саади. Они помешали Оттоманской империи дойти до Атлантического океана и изгнали португальцев с западного побережья. Наивысшего расцвета государство получило при Ахмаде аль-Мансуре. В 1591 году он вторгся в империю Сонгай и завоевал её, захватив контроль над торговлей золотом, которая шла двумя путями — к западному побережью для европейских мореплавателей и на восток, в Тунис. В XVII веке контроль Марокко над Сонгай уменьшился. После смерти Ахмада в 1603 году его государство распалось на две части с центрами в Фесе и Марракеше. Мулай аль-Рашид вновь объединил страну, основав династию Алауитов. В дальнейшем её укрепил Исмаил ибн Шариф, развивая войско за счёт привезенных из Судана рабов.

#### Египет

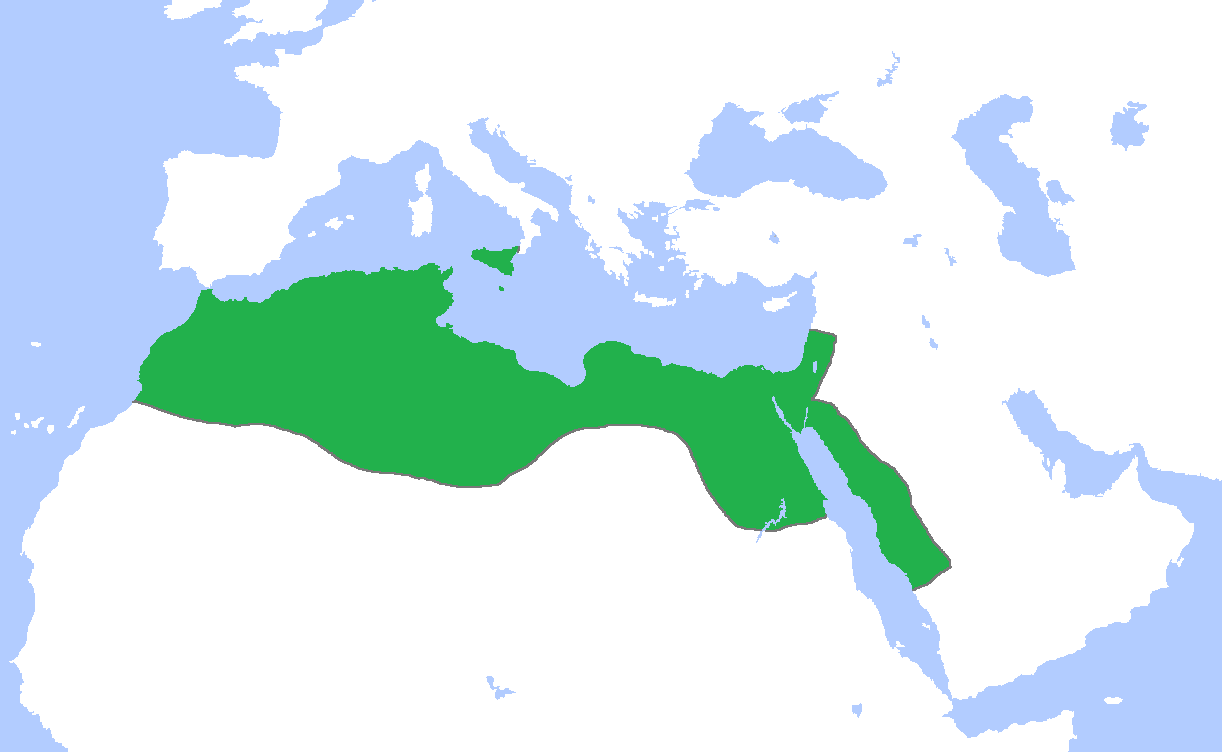
Фатимидский халифат

В 642 году Византийский Египет был завоеван арабами и находился в составе сначала Омейядского, а потом Аббасидского халифата до 969 года, когда его захватили Фатимиды. При Фатимидах Египет процветал, дамбы и каналы ремонтировались, выросли урожаи пшеницы, ячменя, льна и хлопка. Египет стал одним из основных производителей льняных и хлопчатобумажных тканей. Возросла его торговля в Красном и Средиземном морях. В Каире чеканили золотую монету, которую называли фатимидским динаром. Экономика опиралась на налоги, которые собирались из крестьян-феллахов. Сбор налогов был делом берберских вождей, которые принимали участие в завоевании в 969 году. Они отдавали халифу часть собранного и оставляли себе остальное. Со временем они стали помещиками и образовали землевладельческую аристократию.
Войско пополнялось рабами тюркского происхождения, которых называли мамлюками, а также пехотой из Судана и свободными берберами. В 1150-х доход от земли уменьшился, войско взбунтовалось, начались беспорядки, торговля пришла в упадок, и как следствие ослабла власть фатимидских халифов.
В 1160-х возникла угроза Египту со стороны крестоносцев. Арабов на борьбу против них сплотил курдский полководец Салах ад-Дин. Нанеся поражение крестоносцам у границ Египта, он в 1187 году отвоевал Иерусалим. После смерти фатимидского халифа в 1171 году Салах ад-Дин стал правителем Египта, основав династию Айюбидов (Эйюбидов). При его правлении Египет вернулся к исламу суннитского толка. На военную службу приходило всё больше тюркских рабов из Турции. Войско поддерживала система икта — сбор налогов с земли, которую воинам выдавали за военную службу. Со временем мамлюки образовали прослойку очень мощной земельной аристократии. В 1250 году они свергли династию Айюбидов и основали свою собственную. Самых могущественных из мамлюков называли амирами. Мамлюки удерживали власть в Египте на протяжении 250 лет. За это время они расширили подвластную территорию на Палестину, победили крестоносцев и остановили монгольское нашествие в битве при Айн-Джалуте в 1260 году. Мамлюкский Египет стал защитником ислама и его священных городов Медина и Мекка.
Но со временем система икты перестала поставлять военные силы. Мамлюки стали считать свои земли наследственными и не хотели за них служить. Прекратился ремонт каналов, уменьшилась производительность земли. Военная технология мамлюков отстала от прогресса в других государствах, где всё большее значение играло огнестрельное оружие.. Как следствие в 1517 году Оттоманская империя легко завоевала Египет. Турки восстановили систему сбора налогов, восстановилась и торговля в Красном море, хотя на пути торговых связей с Индийским океаном стояли португальцы. В течение XVII и XVIII столетий мамлюки вернулись к власти. Самых богатых из них называли беями, фактическая власть была в их руках, тогда как турецкие паши имели лишь формальную власть.
В 1798 году в Египет вторглись войска Наполеона, и местное сопротивление французской армии было слабым, однако совместными усилиями Британия и Оттоманская империя выгнали французов в 1801 году. С этого времени началась борьба между англичанами и французами за контроль над Египтом, растянувшаяся на весь XIX век и часть XX.

### Африканский рог

#### Сомали

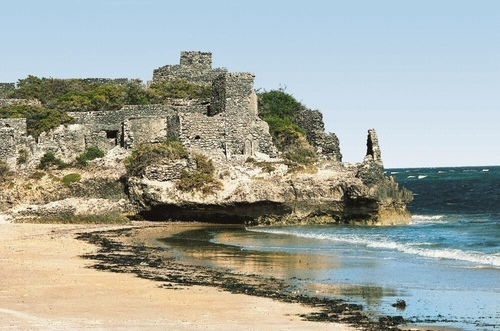
Цитадель Гондерше была важным городом имамата Аджуран.

Зарождение ислама на противоположном от Сомали берегу Красного моря привело к тому, что сомалийские купцы благодаря отношениям с арабами постепенно переняли новую религию. В первые века ислама на континент с Аравийского полуострова переселилось много мусульман, и на протяжении последующих веков города-государства Сомали, которые составляли часть «берберской» цивилизации, превратились в мусульманские: Могадишо, Бербера, Зейла, Барава и Марка. Город Могадишо, который стали называть «Городом ислама», контролировал торговлю золотом в Восточной Африке на протяжении долгих веков.
Султанаты и республики в портовых Марке, Бараве, Хобьо, Могадишо процветали, принимая корабли из Аравии, Индии, Венеции, Персии, Египта, Португалии и даже Китая. Васко да Гама заходил в Могадишо в XV в. и записал, что это большой город с четырёх- и пятиэтажными домами, большими дворцами, многочисленными мечетями с цилиндрическими минаретами.
В XVI веке Дуарте Барбоза писал, что в Могадишо приходило много кораблей из Камбейского царства (Индия), привозя ткани и пряности, и вывозя золото, воск и слоновую кость. Барбоза обратил внимание на большое количество мяса, пшеницы, овса, лошадей и фруктов на прибрежных базарах, которые гарантировали состоятельность местным купцам. Могадишо был центром ткацкого ремесла и продавал свои ткани в Египет и Сирию, а также служил транзитным пунктом для купцов из суахильских Момбасы и Малинди, которые обеспечивали торговлю золотом с султанатом Килва. Активное участие в торговле принимали еврейские купцы из Ормузского пролива, привозя индийские ткани и фрукты в обмен на зерно и шерсть.
С XV века установились торговые отношения с Малаккой. Торговали тканями, амброй и фарфором. Жирафов и зебр вывозили в китайскую империю Мин. Купцы Сомали занимали видное место в торговле между Африкой и Азией. Пытаясь обойти португальскую блокаду и вмешательство Омана, купцы из Индии использовали сомалийские порты Марку и Бараву, которые лежали за пределами португальской юрисдикции.

#### Эфиопия
Династия Загве правила на значительной части современных Эфиопии и Эритреи примерно с 1137 по 1270 год. Её название происходит из языка народа агау, принадлежащего кушитской языковой семье. Начиная с 1270 года и на протяжении многих веков Эфиопской империей правила Соломонова династия.

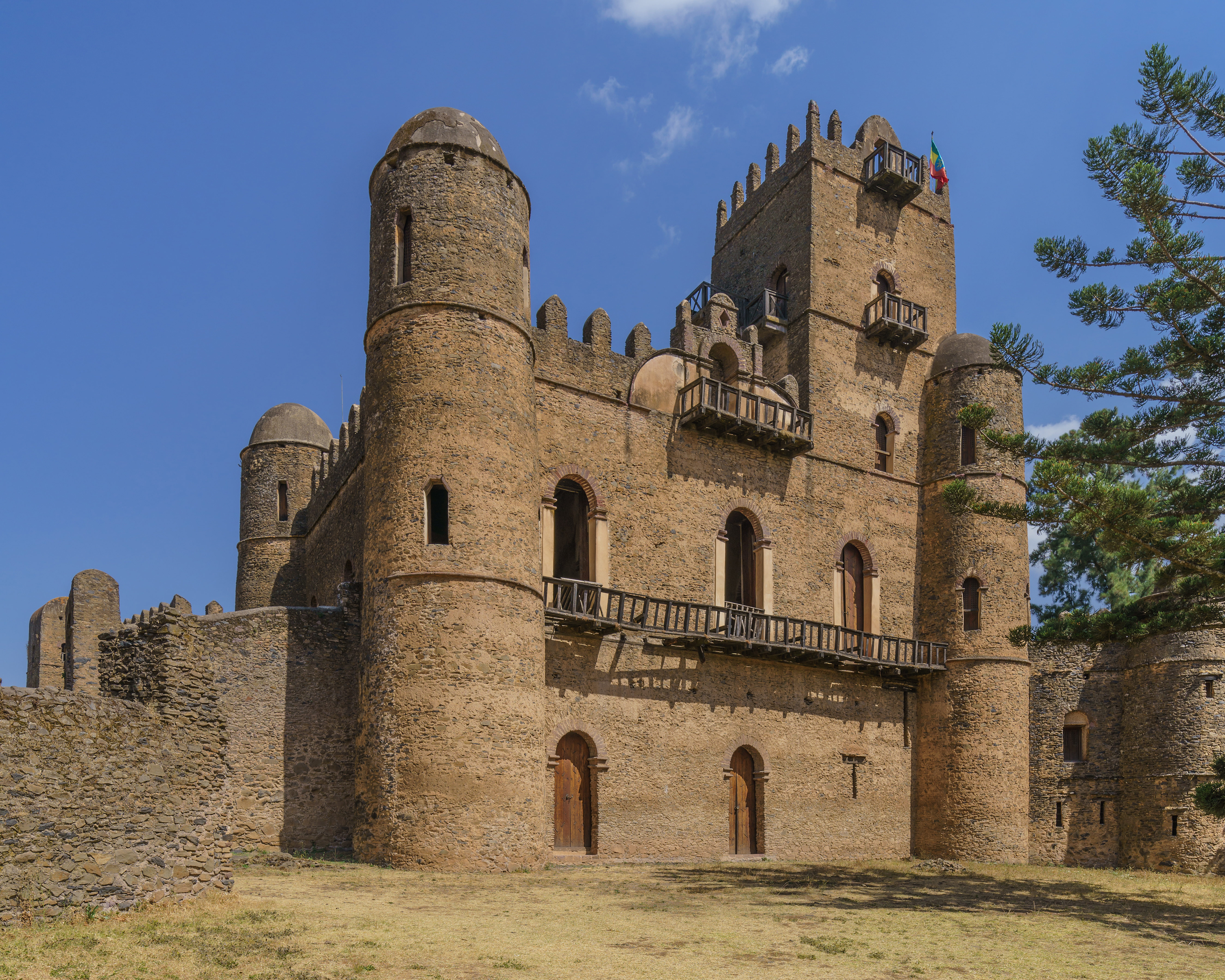
Замок царя Эфиопии Фасилида.

В начале XV века Эфиопия, впервые со времен Аксума, попыталась наладить дипломатические контакты с европейскими королевствами. Сохранилось письмо от английского короля Генриха IV императору Абиссинии. В 1428 году император Эфиопии Йисхак I отправил двух гонцов к королю Арагона Альфонсо V, который их благополучно отпустил, но они не смогли вернуться. Первые контакты на постоянной основе начались в 1508 году при правлении императора Давида II. Именно тогда на империю напал Адальский султанат. Португальцы помогли эфиопскому правителю оружием и 400 воинами. Адало-эфиопская война была одной из войн в регионе, с помощью которых Оттоманская империя и Португалия чужими руками боролись за контроль над ним.
Когда император Сусныйос принял в 1624 году католицизм, в стране начались годы волнения и бунты, которые привели к смерти тысяч людей. Иезуитские миссионеры оскорбляли веру эфиопцев, и 25 июня 1632 года сын Сусныйоса, Фасиледэс, снова провозгласил Эфиопскую Православную Церковь государственной и прогнал иезуитов из страны вместе с другими европейцами.

### Восточная Африка

#### Христианская и исламская Нубия

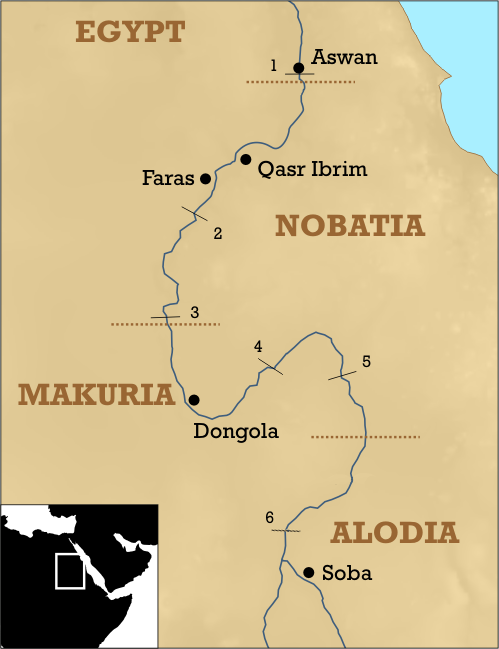
Христианская Нубия и пороги Нила

Когда правитель Аксума Эзана захватил Мероэ, народ баллана переселился в Нубию с юго-запада и основал три государства: Мукурра, Нобатия и Алва, которые просуществовали более 200 лет. Мукурра лежала над третьим порогом Нила и имела столицу Донгола, Нобатия — севернее, и имела столицей Фарас, Алва — южнее с центром в городе Соба. Впоследствии Мукурра поглотила Нобатию. Примерно между 500 и 600 годами народ этой области принял монофизитство. Церковь сначала пользовалась коптским письмом, потом греческим и наконец древненубийским, который принадлежит к группе нило-сахарских языков. По своим взглядам нубийское христианство было близко к египетской коптской церкви.
Арабы-мусульмане завоевали Египет к 641 году и отрезали христиан Нубии и Аксума от других христианских государств. В 651—652 годах арабы вторглись в христианскую Нубию, но нубийские лучники дали им отпор. Было заключено соглашение, по которому арабы признавали христианскую Нубию. Соглашение также определило правила торговли, которые регулировали отношения между Нубией и Египтом на протяжении 600 лет.
С XIII века начался упадок христианской Нубии. Власть монархии ослабла, уступив церкви и знати. В Нубию начали переселяться арабы-бедуины. Их факиры принесли в страну суфийский ислам. Более того, нубийское государство Мокурра стало вассалом мамлюкского Египетского султаната. К 1366 году Нубия разделилась на мелкие владения и впоследствии была оккупирована мамлюками. На протяжении XV века страна была открыта для арабской миграции. Арабские кочевники принесли с собой свою культуру и язык. К XVI веку Мукурра и Нобатия стали исламскими. Под руководством Абдаллы Джамма образовалась арабская конфедерация, которая уничтожила столицу Алвы Собу, которая оставалась последним оплотом христианства. Впоследствии Алва оказалась в составе Сеннара.
На протяжении XV века на территорию Алвы мигрировали пастухи народа фундж. Они образовали государство со столицей в Сеннаре. К концу XVI века фунджи обратились к исламу и расширили свои владения на запад до Кордофана. Расселение на восток было остановлено Эфиопией. Экономика государства зависела от купцов, которые проходили через Сеннар, и от пленников, из которых формировалось войско. При Бади IV (1724—1762) армия взбунтовалась, взяла власть в свои руки и свела роль царя к церемониальной. В 1821 году фунджей завоевал египетский паша Мухаммед Али.

#### Побережье суахили

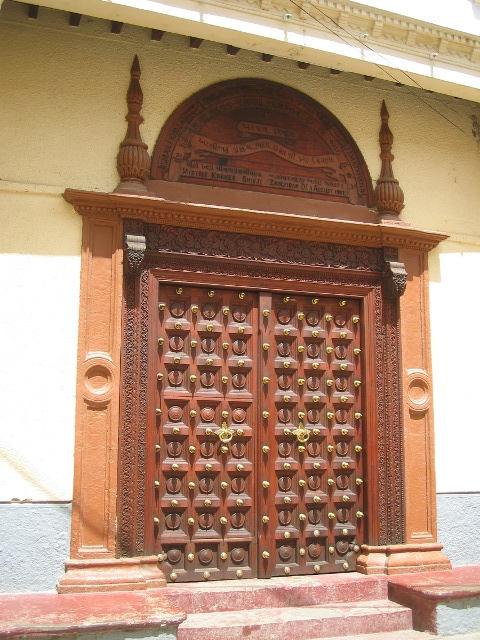
Традиционные двери в Каменном городе Занзибара

Исторически народ суахили жил на территории от северной Кении до реки Рувуми в Мозамбике. Арабские географы называли эту территорию землёй зинджей («чёрных»).
Современные историки, лингвисты и археологи считают, что народ, который говорит на языке суахили, ведёт родословную от бантуязычных племён, которые в VII—VIII веках подверглись сильному влиянию арабской культуры через мусульманских купцов. Средневековые государства в этом регионе опирались на торговые порты, позволявшие поддерживать связи с исламским миром и Азией. В число таких портов входили Момбаса, Занзибар и Килва-Кисивани. О них упоминают китайский мореплаватель Чжэн Хэ и мусульманские географы, в частности Ибн Баттута. Основными статьями торговли были слоновая кость, рабы и золото.
Португальцы прибыли сюда в 1498 году. Пытаясь подчинить побережье Суахили экономически и христианизировать его, они совершили нападение на Килву-Кисивани в 1505 году, а позже и на другие города. Вследствие сопротивления местного населения попытки португальцев контролировать торговлю не достигли успеха. К концу XVII века влияние Португалии пошло на спад, и с 1729 года с помощью Омана португальцев вытеснили из региона. Побережье суахили стало частью Оманского султаната. Торговля возобновилась, но в меньших, чем ранее, масштабах.

#### Уреве
Культура уреве возникла в районе озера Виктория в африканский железный век. Название культуры происходит от места археологических раскопок, которые проводила в Кении Мэри Лики. Старые артефакты культуры сохранились в области Кагера в Танзании. Регион культуры уреве протягивался до области Киву в Демократической Республике Конго на западе и до провинции Ньянза и Западной провинции Кении на востоке. На севере он достигал современных Уганды, Руанды и Бурунди. Культура существовала с V века до н. э. до VI века н. э.
Начало культуре уреве положило расселение бантуговорящих народов из Камеруна. Её исследования ведутся совместно с изучением лингвистики расселения банту. Возможно, культура уреве соответствует восточной подсемье языков банту, то есть языкам, на которых говорили потомки первой волны переселенцев в Восточную Африку. Уреве представляется полностью сформированной цивилизацией со своей уникальной стилистикой гончарных изделий и хорошо развитой технологией обработки железа. Насколько сейчас известно, ни гончарство, ни обработка железа не претерпели значительных изменений на протяжении чуть ли не двух тысяч лет, за исключением незначительных вариаций в керамике.

#### Мадагаскар и Мерине
Мадагаскар в VI веке заселили люди, которые разговаривали на австронезийских языках. Позже, в VI—VII веках на остров переселились бантуязычные племена с континента. Австронезийцы привезли с собой культуру выращивания бананов и риса, бантуязычные — скотоводство. Примерно в 1000 году на севере острова возникли поселения арабских и индийских купцов. К XIV веку на Мадагаскар проник ислам. В течение африканского средневековья порты Мадагаскара помогали поддерживать отношения между городами-государствами народа суахили на побережье: Софалой, Великой Килвой, Момбасой и Занзибаром.
Начиная с XV века на острове возникло несколько государственных образований: Сакалава (XVI в.) на западном побережье, Цитамбала (XVII в.) на восточном берегу и Королевство Имерина (XV в.) в центральных горных районах. К XIX веку Имерина контролировала весь остров.
Первыми европейцами на Мадагаскаре были португальцы, которые с 1500 года совершали нападения на торговые поселения. Позднее прибыли британцы и французы. На протяжении XVII века Мадагаскар был убежищем для пиратов. Радама I (1810—1828) пригласил христианских миссионеров, но Ранавалуна I (1828-61) запретила христианство, что привело к гибели 150 тыс. человек. При Радаме II (1861—1863) Мадагаскар стал ориентироваться на Францию, и французы получили значительные концессии. В 1895 году, в результате франко-малагасийских войн, французы оккупировали Мадагаскар и объявили его протекторатом.

### Государства Великих озёр

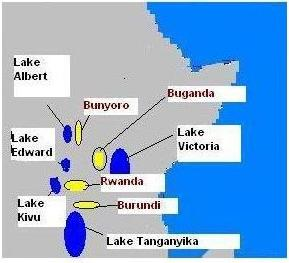
Государства Великих озёр в Восточной Африке

#### Китара и Уньоро
На плато между Великими Африканскими озёрами к 1000 году возникло много государственных образований. Население этого региона разводило скот, выращивало зерновые и бананы, что заложило основы их экономики. Первое государство, Уньоро, устные предания описывают как часть большего государства Китара, охватывающего весь регион. Элиту её составлял народ луо, правивший бантуязычным народом Уньоро. По культуре это было государство уньоро, как свидетельствуют гончарные изделия, структура поселений и специализация.
Бито, царствующий клан Уньоро, считался наследником клана бачвези, которые правили Китарой. Однако, о Китаре почти ничего не известно, и исследователи сомневаются в существовании такого государства. Большинство правителей региона претендовали на родословную от бачвези.

#### Буганда
Королевство Буганда было основано народом ганда или баганда примерно в XIV веке. Предки ганда поселились в северной части озера Виктория ещё в X веке до н. э. Правитель Буганди носил титул «кабака», а вожди кланов — титул «батака». Постепенно власть набирала силу, и Буганда стала централизованной монархией. Территория государства росла, но этому расширению стала помехой Уньоро. К 1870 Буганда стала зажиточным государством, в котором правитель-кабака правил страной с лукико, своеобразным советом министров. Государство имело флот из ста судов, каждое из которых вмещало 30 воинов. Но в начале XX века Буганда стала провинцией британского Угандийского протектората.

#### Руанда
На юго-запад от Уньоро, поблизости от озера Киву, примерно в XVII веке возникло государство Руанда. В нём элиту составляли скотоводы племени тутси. Их правитель носил титул муами. Другое племя, хуту, были земледельцами. Оба племени говорили на одном языке, но отношения между ними, особенно в отношении браков, определялись суровыми социальными нормами. По преданию, Руанду основал муами Руганзу II между примерно 1600 и 1624 годами. Город Кигали был её столицей. Процесс централизации занял 2 века и завершился при муами Кигели IV (1840—1895). Последний вождь тутси подчинился в 1852 году, а последний вождь хуту — только в 1920 году.

#### Бурунди
На юг от Руанды сформировалось государство Бурунди. Его основал вождь тутси Нтаре Рушасти между 1657 и 1705 годами. Как и в Руанде, экономика опиралась на скотоводов тутси и земледельцев хуту. При муами Нтари Ругамби (1795—1852) Бурунди активно расширялась, в большей степени за счёт дипломатии, чем силы.

### Западная Африка

#### Государства Сахеля

##### Гана

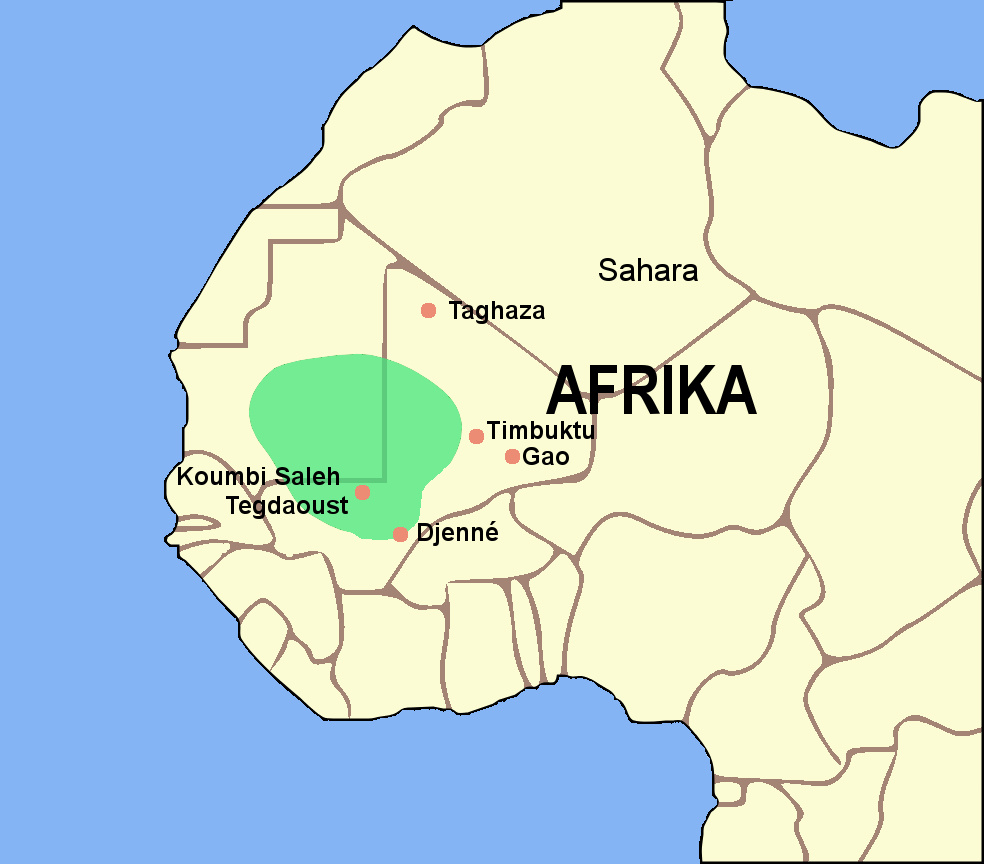
Гана периода наибольшего могущества

Империя Гана возможно, возникла ещё в IV веке. Её основал народ сонинке. Впервые о ней вспоминает Аль-Фарази в конце VIII века. Население Ганы было частично городским и частично сельским. Администрацию составляли исповедовавшие ислам городские жители, а верховный правитель, который носил титул «гана», придерживался традиционной религии. Мусульмане, администраторы, берберы и арабы жили в отдельном городе, который сообщался с резиденцией ганы вымощенной булыжником дорогой. Сельское население проживало в сёлах, объединённых в более крупные образования, что присягали на верность гане. Гана считался священным правителем. Примерно в 1050 году, подчинив себе важнейший торговый центр берберов-санхаджа — Аудагост, гана принял ислам.
Состоятельность государству обеспечивала пошлина на торговлю через Сахару, соединявшей Тиарет и Сиджильмасу с Аудагостом. Гана контролировала доступ к золотым приискам области Бамбук. Пошлина собиралась как процент от веса соли и золота, которые провозились через государство. Собственного производства Гана не имела.
В XI веке Гана начала приходить в упадок. Одной из причин могло быть изменение путей торговли золотом на восток через реку Нигер и Тегаза. Другой причиной называют возможную политическую нестабильность из-за борьбы между различными кланами. Государство прекратило существование в 1230 году, когда его захватили жители северного Сенегала.

##### Мали

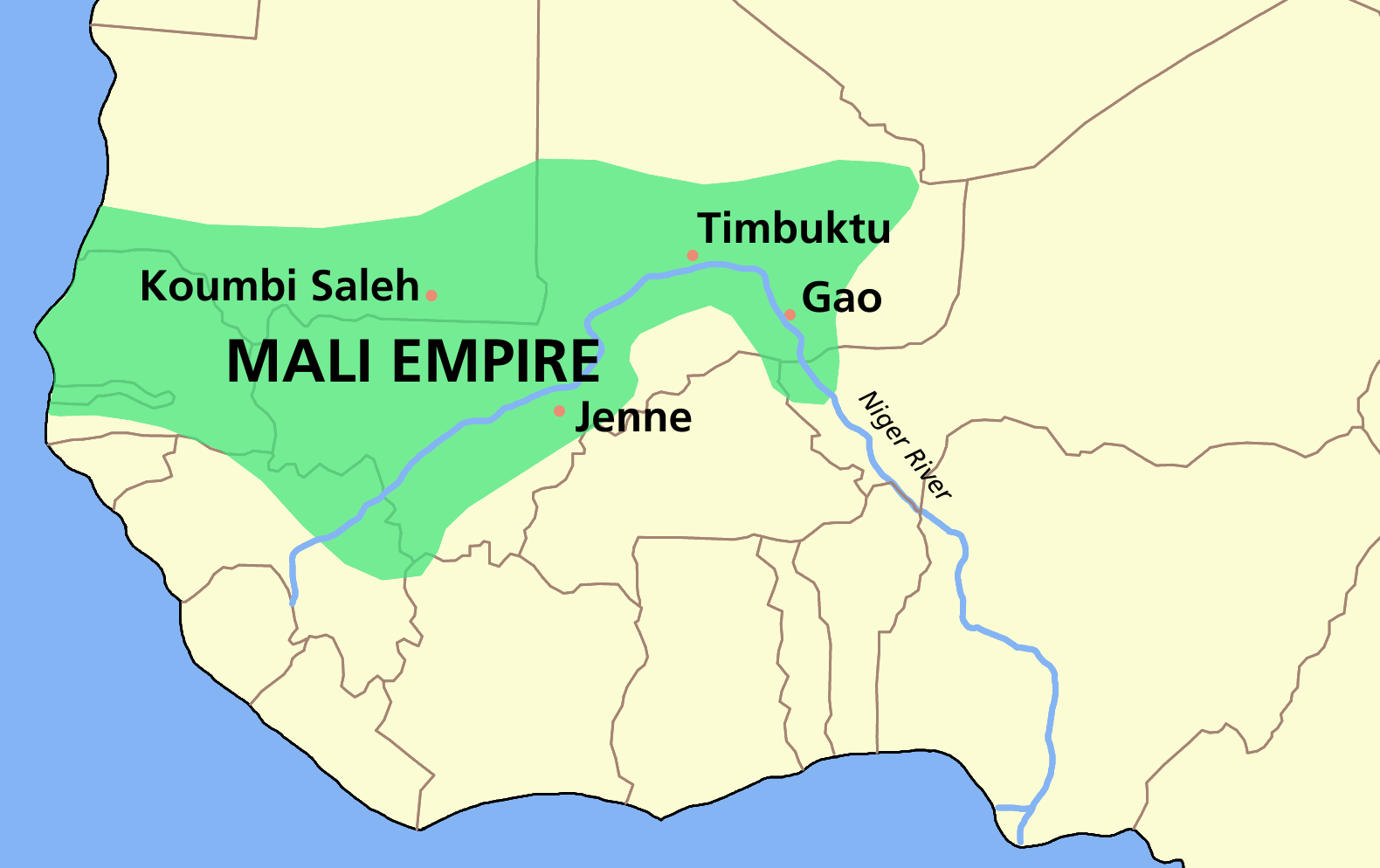
Государство Мали во времена наибольшего расширения

Империя Мали возникла в XIII веке, когда примерно в 1235 году вождь народа манде Сундиата Кейта победил Сумангуру Кваннте, правителя народа сусу или южных сонинке, в битве при Кирине. Сундиата продолжил завоевания с лесов долины Нигера на восток к изгибу реки, на север в Сахару и на запад до Атлантического океана, поглотив остатки Ганы. Он принял титул «манса» и установил свою столицу в городе Ниани.
Хотя торговля солью и золотом оставалась важной, большое значение в Мали имели также скотоводство и земледелие. Выращивали сорго, просо и рис. На границе с Сахарой пасли крупный рогатый скот, овец, коз и верблюдов. Общественная жизнь манде группировалась вокруг сёл и земли. Группу деревень называли «кафу», а её правителя «фарма», который подчинялся мансе. Войско, состоявшее из кавалерии и пехоты, поддерживало порядок. При необходимости с подвластных территорий можно было собрать значительные военные силы.
Переход к исламу проходил постепенно. Власть мансы опиралась на традиционные верования, поэтому Сундиата остерегался ислама. Следующие мансы были верными мусульманами, но всё же придерживались традиционных богов и участвовали в ритуальных церемониях и народных праздниках манде. Ислам стал официальной религией двора при сыне Сундиаты Ули I (1225—1270). Манса Ули совершил паломничество в Мекку и добился признания исламского мира. Писцы и счетоводы при дворе приглашались из мусульман. В 1285 году трон захватил освобожденный раб Сакура. Он вытеснил туарегов с Томбукту и установил в городе центр образования и коммерции. Возросла торговля книгами, а их переписывание стало уважаемым и выгодным ремеслом.
Наивысшего расцвета Мали достигла в XIV веке при Мансе Мусе (1312—1337), который совершил хадж с 500 рабами, каждый из которых держал в руках золотой слиток. Этот хадж обесценил золото в Мамлюкском Египте на целое десятилетие. Муса поразил исламский мир и Европу.
Манса Муса пригласил к себе знаменитых учёных и архитекторов, пытаясь интегрировать свою страну в исламский мир, что привело к росту грамотности. Детальные воспоминания о Мали его эпохи оставил арабский путешественник Ибн Баттута.
После правления мансы Сулеймана (1341—1360) начался упадок. На южные границы стали нападать всадники народа моси, а на севере туареги вернули Томбукту. Власть Мали на западе подорвало установление имамата Фута-Торо народом фульбе. Он стал наследником Такрура. Распался союз народов серер и волоф. В течение 1545—1546 гг. Ниани захватил Сонгай. После 1599 года Мали потеряла область Бамбук с её золотыми рудниками и распалась на небольшие объединения.

##### Сонгай

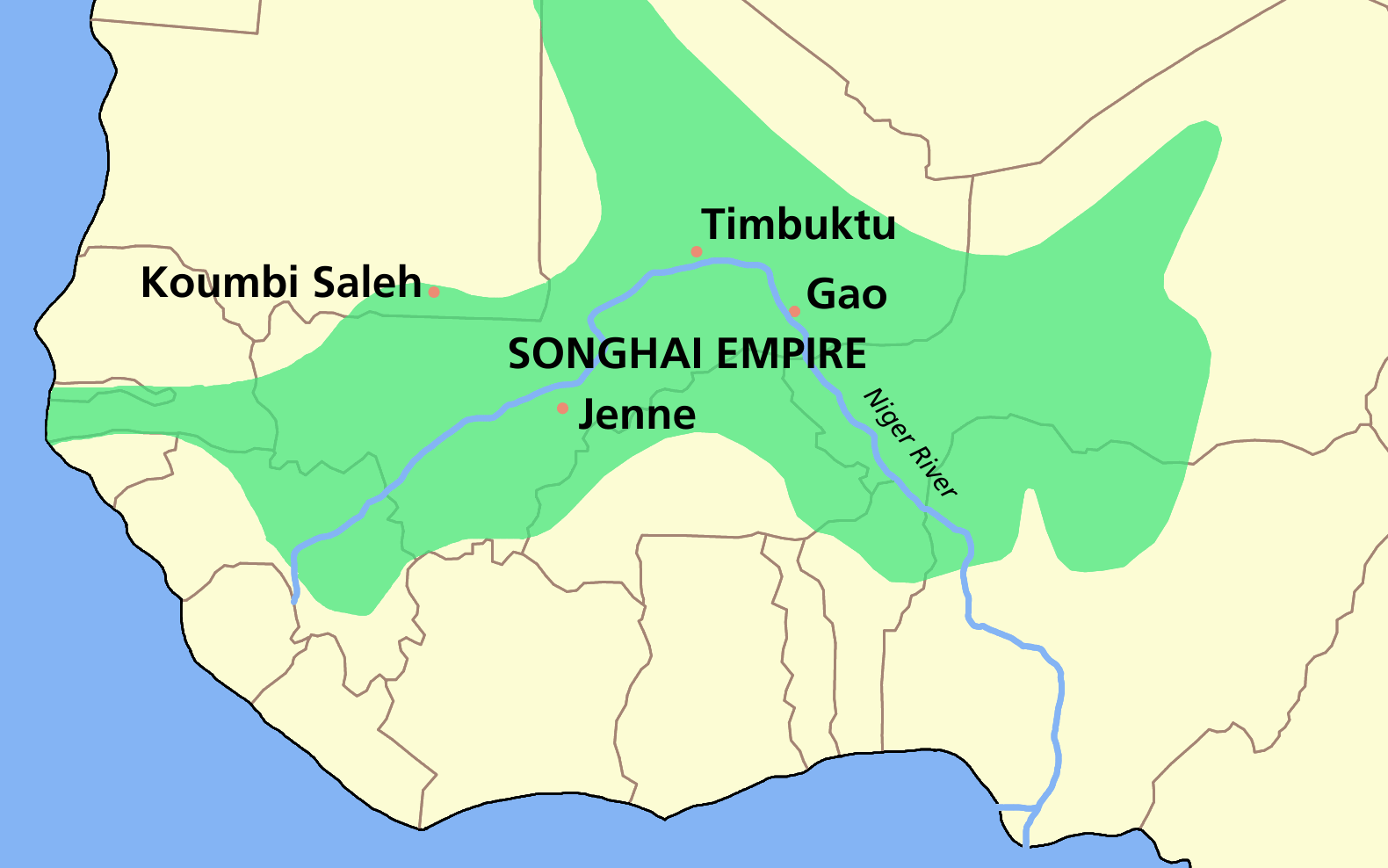
Территория Сонгая на 1500 год.

Народ сонгай, который говорит на языке нило-сахарской семьи, что происходит рыбаков, живших на реке Нигер. Государство Сонгай имело столицы в городе Кукия в IX веке и городе Гао в XII веке.
Вождь Сонни Али начал свои завоевания в 1468 году, отобрав у туарегов Томбукту. Далее он расширил свои владения на север в пустыню, оттеснил народ моси на юг, а в юго-западном направлении до Дженне. Его войско состояло из кавалерии и лодок. Сонни Али не был мусульманином, и мусульманские историки отзывались о нём неодобрительно, особенно после захвата мусульманского Томбукту. В 1492 году он умер, а его сына сбросил Мухаммед Тур, мусульманин и по происхождению сонинке.
Мухаммед Тур, после восхождения на трон принявший имя Аския Мохаммед I, (1493—1528) основал династию Аския, а слово «аския» стало синонимом государя. Он закрепил завоевания Сонни Али и использовал ислам для укрепления власти, объявив народу моси джихад и восстановив торговлю через Сахару. Аббасидский халиф Каира признал его и провозгласил халифом Судана. При его правлении Томбукту стал центром исламской науки. Аския Мохаммед I оттеснил туарегов ещё дальше на север, захватил Аир на востоке, завладев соляными месторождениями Тегазы. Торговая сеть сонгаев охватывала и города-государства народа хауса. Администрирование завоеванных земель поручалось верным слугам и их семьям, на них была также ответственность за местное ополчение. Централизация способствовала стабильности даже во времена династической борьбы. Описание устройства государства при Аскии Мохаммеде I сохранилось благодаря Льву Африканскому. Мохаммеда сместил в 1528 году собственный сын. После периода борьбы за власть трон занял последний сын Мохаммеда Аския Дауд.
В 1591 году в Сонгай вторглись марокканские войска Ахмада аль-Мансура династии Саадитов, которая пыталась завладеть золотыми месторождениями Сахеля. В битве при Тондипи марокканцы разбили сонгаев. В результате они захватили Дженне, Гао и Томбукту, но весь регион им не повиновался. Аския Нугу перегруппировал войска в Денди, где сопротивление местного населения истощало ресурсы марокканцев, которым приходилось полагаться на поставки из центра. В XVII веке государство Сонгай распалось на несколько государственных образований.
Марокканцы поняли, что оккупация не приносит доходов. Торговля золотом пошла другим путём к побережью, где его покупали европейцы. Пути через Сахару проходили теперь восточнее, через Борну. Дорогое снаряжение приходилось везти через Сахару, что не оправдывало расходов. Марокканцев, которые женились на местных и осели в регионе стали называть «арма» или «рума». В Томбукту они стали военной кастой и собственниками земель, независимыми от Марокко. Посреди беспорядка начали утверждаться другие группы населения, в частности фульбе из Фута-Торо, что пришли с запада. Бамбара, одно из государств на территории бывшего Сонгая, покорила Гао. В 1737 году туареги перебили арма.

##### Канем-Борну (Канембу)

Территория государства Канем-Борну во время наибольшего расширения.

Примерно в IX веке в центральном Судане кочевые племана народа канури образовали государство Канем со столицей в Нджими (N’jimi). Канем вырос за счёт торговли через Сахару. Он обменивал рабов, захваченных на юге, на лошадей Северной Африки, что помогало захватывать новых рабов. К концу XI века власть захватила исламская династия Сефува (Сайфава), основателем которой был Хумай ибн-Саламна. Она правила 771 год, что делает её одной из самых продолжительных в истории человечества. Кроме торговли, экономика основывалась также на налогообложении земельных угодий вокруг Канема. Наивысшего расцвета Канем достиг при маи (титул правителя) Дунаме Дибалеми ибн-Салме (1210—1248). По преданию, Канем мог выставить 40 тысяч конников. Территория государства простиралась от Феццана на севере до Сао на юге. Государство было исламским, часто совершалось паломничество в Мекку. В Каире были «гостиницы», предназначенные специально для паломников из Канема.
Примерно в 1400 году династия Сайфава переместила столицу в Нгазаргаму в области Борну неподалёку от озера Чад. Причиной стала чрезмерная эксплуатация пастбищ в Канеме, отчего они высохли. Другим фактором была борьба с народом билала. Из Борну легче было вести торговлю через Сахару. Установились связи с народом хауса, что дало доступ к лошадям и соли, а также с народом акан, что дало доступ к золоту. Маи Али Гази ибн-Дунама (ок. 1475—1503) восстановил контроль над Канемом, победив билала.
В XVI веке династии Сайфава пришлось подавлять частые восстания. Маи Идрис Алаома модернизировал войско, пригласив турецких инструкторов. Сайфава первыми из правителей к югу от Сахары начали импортировать огнестрельное оружие. Установились дружеские отношения с Оттоманской империей через Триполи.
О том, что происходило в Борну в XVII и XVIII веках, известно мало. Без импорта нового оружия войско устарело, и начался упадок. Засухи и голод подорвали власть маи, начались волнения среди скотоводов северных областей, возросло влияние народа хауса. Последнего маи свергли в 1841 году, на чём династия Сайфава прекратила существование.

##### Халифат Сокото
Фульбе были кочевым народом. Из Мавритании они пришли в Фута-Торо, Фута-Джаллон, а затем расселились во всей Западной Африке. К XIV веку они приняли ислам, а XVI веке утвердились в Масине, что на юге современного Мали. В 1670-х они провозгласили джихад немусульманам. На протяжении войн с неверными образовалось несколько государств в Фута-Торо, Фута-Джаллоне, Масине, Уалии и Бунде. Важнейшими из них были халифат Сокото и государство Фулани.
Осман дан Фодио (1754—1817), правитель города Гобир, обвинил вождей народа хауса в исповедовании нечистой версии ислама и моральной испорченности. В 1804 году он начал Джихад Фулани против недовольного вождями и налогами народа. Джихад охватил северную Нигерию, пользуясь поддержкой народов фульбе и хауса. Осман создал великую державу со столицей в городе Сокото, в которую входили северная Нигерия, Бенин и Камерун. Халифат Сокото сохранялся до британского завоевания северной Нигерии в 1903 году.

#### Государственные образования зоны тропических лесов

##### Народы акан и ашанти

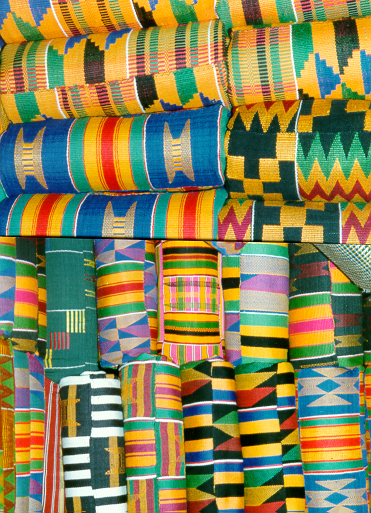
Традиционные узоры ашанти

Народ акан разговаривает на языке ква. Считается, что его носители пришли в Сахель из Восточной и Центральной Африки.
К XII веку возникло государство Бономан. В XIII веке, когда золотые прииски Мали начали истощаться, значение Бономана и других территорий народа акан как торговцев золотом возросло. Бономан, а потом Денчира, Ачем, Акваму, были предшественниками могущественного государства Ашанти. Вопрос о том, когда именно возникло Ашанти, спорный. Известно, что до XVII века аканы жили в государстве, которое называли Квааман, центр которого лежал на север от озера Босумтви. Экономика государства опиралась на торговлю золотом и орехами дерева кола, а также на подсечное земледелие, основной культурой которого был ямс. Аканы строили города между реками Пра и Офин и объединились в союз, который платил дань Денчире, которая наряду с Аданси и Акваму принадлежала к сильным государствам региона. В XVI веке в обществе Ашанти произошли значительные изменения, в частности рост населения, благодаря выращиванию культур, завезенных из Америки — маниоки и кукурузы, а также росту объёма торговли золотом между побережьем и севером.
В начале XVII века Осэй Туту I (пр. 1695—1717) с помощью Окомфо Аноки, объединил аканов в конфередацию Ашанти, символом которой стал «Золотой трон». Осэй Туту значительно расширил владения аканов. Ядром его войска стало войско государства Акваму, но он реорганизовал его, превратив ополчение в эффективную военную машину. В 1701 году Ашанти завоевало Денчиру, что открыло для государства доступ к прибрежной торговле с европейцами, особенно голландцами. Ещё дальше расширил владения Ашанти Опоку Варе I (1720—1745), присоединив южные земли аканов. На севере он захватил Течиман, Банду, Гьяаман и земли народа гонжа на Чёрной Вольте. Между 1744 и 1745 Опоку совершил нападение на крупное северное государство Дагомба, получив доступ к важным торговым путям среднего течения Нигера. После Опоку правил Куси Ободом (1750—1764), присоединивший новые земли. Осэй Квандо (1777—1803) провел административную реформу, которая улучшила эффективность управления и ещё больше способствовала завоеваниям. Осэй Кваме Паньин (1777—1803), Осэй Туту Кваме (1804—1807) и Осэй Бонсу (1807—1824) в дальнейшем укрепляли государство и расширяли его владения. Ашанти тогда занимала всю территорию современной Ганы и значительную часть современного Кот-д'Ивуара.
Титул правителя в государстве переходил через материнский род. В столице, Кумаси, для общественных работ приглашались специалисты из Аравии, Судана и Европы. Сообщение между городами поддерживалось сетью дорог, что вели от побережья до среднего течения Нигера.
Конфедерация Ашанти оставалась сильной на протяжении большей части XIX века. Но в 1900 году британцы со своим преимуществом в вооружении уничтожили её после четырёх англо-ашантийских войн.

#### Дагомея

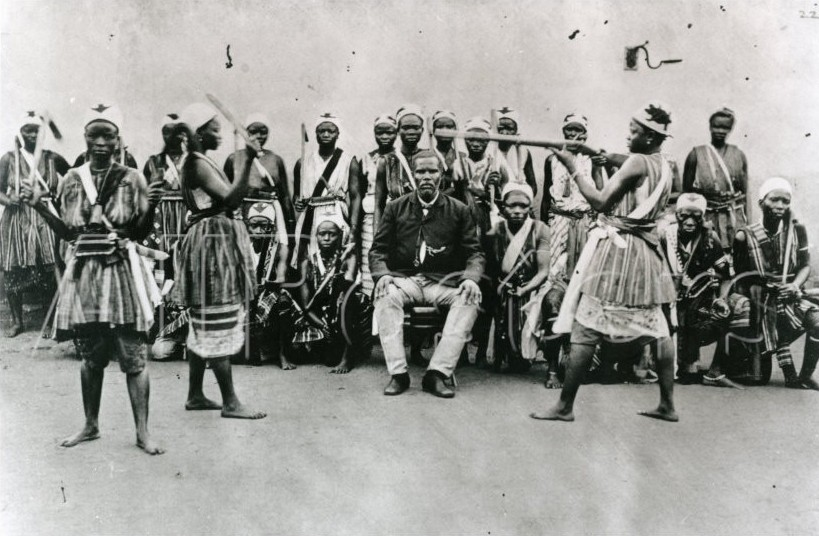
Дагомейские амазонки, женский военный отряд.

Государство Дагомея возникло в начале XVII века, когда народ аджа государства Аллада переселился на север и поселился среди людей народа фон. Через несколько лет они начали насаждать свою власть, установив столицу в городе Абомей. При Уэгбаджи (пр. 1645—1685) Дагомея стала мощным централизованным государством. Уэгбаджа объявил землю собственностью правителя и наложил налоги. Передача власти в государстве осуществлялась по праву перворождения, что уменьшило влияние вождей отдельных поселков. Установился культ королевского сана. В честь предков правителя ежегодно приносили в жертву раба из пленников. В 1720-х Дагомея захватила Уиду и Алладу, специализировавшихся на продаже рабов, и поставила торговлю живым товаром под свой контроль. Король Агаджа (1708—1740) попытался положить конец работорговле, оставляя рабов на местных плантациях пальмового масла, но выгода от торговли с европейцами и зависимость от европейского огнестрельного оружия перевесили. В 1730 году государство Ойо подчинило себе Дагомею и заставило платить дань. Налоги на рабов в основном платили раковинами каури. Франция завоевала Дагомею после второй франко-дагомейской войны 1892—1894 лет и установила колониальное правительство. При этом большую часть французского войска составляли местные африканцы.

#### Йоруба

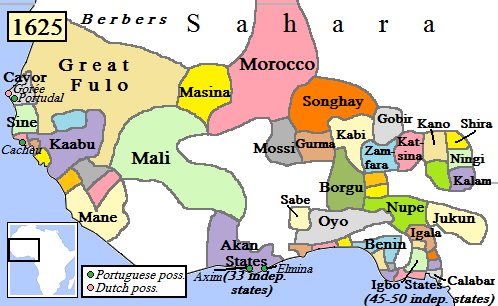
Ойо и окружающие страны на 1625 год.

Народ йоруба традиционно считал себя жителями единого государства, тогда как сейчас термин «йоруба» охватывает всех, кто говорит на языках нигеро-конголезской языковой семьи. Этим словом хауса называли жителей государства Ойо. Первым государством йоруба было государство Ифе, которое по преданию основал сверхъестественный герой, первый они Одудува. Сыновья Одудувовы по преданию стали основателями разных городов-государств, а его дочери стали матерями царей. К XVIII веку города-государства йоруба образовали конфедерацию, которую возглавлял глава столичного города Ифе. По мере усиления отдельных городов-государств падало влияние хозяина Ифе. Города-государства начали бороться между собой.
Ойо выросла в XVI веке. В 1550 году её завоевала Нупе, которая имела в своем распоряжении кавалерию. Алафин (титул правителя) вынужден был бежать в ссылку. Алафин Оромпото (правил в 1560—1580) собрал войско с хорошо вооружённой кавалерией и достиг военных успехов в северных лесостепных областях. К XVI веку Ойо расширила свои владения за счёт западных областей реки Нигер до холмов Того, земель йоруба из Кету, Дагомеи и земель народа фон.
Государство возглавлял совет администраторов, отвечающих за отдельные районы. Ойо была посредником в торговле между севером и югом, соединяя восточные границы лесов Гвинеи с западными областями Судана, Сахары и Северной Африки. Йоруба изготовляли ткани, железные и гончарные изделия, получая при обмене соль, кожу и лошадей, необходимых для войска. Ойо оставалось могущественным государством на протяжении двухсот лет. С 1888 года она стала британским протекторатом, потом распалась на части, которые воевали между собой. В 1896 году государство вовсе прекратило существование.

##### Бенин

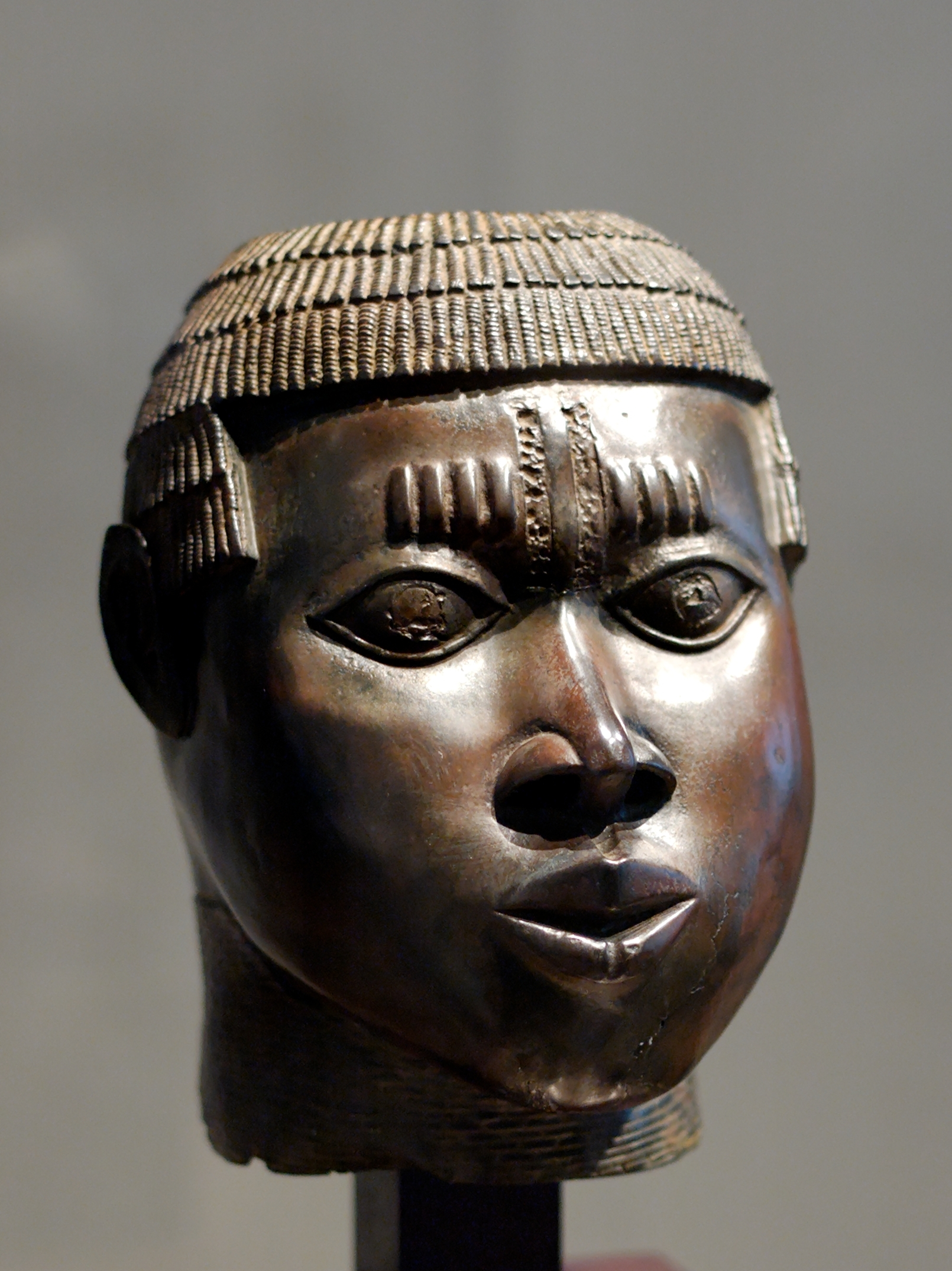
«Бронзовая статуя» из Бенина

Бенинское царство заселял народ эдо нигеро-конголезской языковой семьи. К середине XV века государство Бенин расширяло свои территории и укрепляло завоевания. Оба («царь») Эвуаре (правил в 1450—1480) централизовал власть и в течение 30 лет вел войны с соседями. К его смерти территория Бенина достигала Дагомеи на западе, дельты Нигера на востоке, побережья Атлантического океана и городов-государств йоруба на севере.
Правители (оба) опирались на совет вождей самых могущественных родов узама и руководителей городских цехов. Внук Эвуаре, оба Эсигиэ (1504—1550) отобрал власть у узамы, передав её назначенным администраторам, и увеличил объём контактов с европейцами, особенно португальцами, от которых получал медь для придворных скульпторов. Для общества Бенина свойственна была большая власть женщин, особенно матери будущего оба.
Бенин никогда не был крупным торговцем рабами. Государство экспортировало перец, слоновую кость, каучук и хлопчатобумажные ткани. Покупателями были португальцы и голландцы, которые продавали товар другим народам африканского побережья.
После 1700 года государство стали раздирать династическая борьба и гражданские войны. Однако, при правлении оба Эрсоена и Акенгбуде центральная власть укрепилась. В 1897 году город Бенин захватили британцы.

##### Дельта Нигера и игбо
В дельте Нигера существовали многочисленные города-государства с различными формами правления. Их защищали густые речные заросли. В XVII веке торговля изменила регион. Города стали играть роль, аналогичную городам побережья Суахили. Некоторые из них, такие как Бонни, Калабари и Варри, были монархиями. Другими, как например Брассом, управляли советы, а такими как Кросс-Ривер и Старый Калабар, правили общества купцов экпе. Экпе устанавливали правила торговли. Некоторые из этих торговых домов были известными в Европе и Америке.
Земли к востоку от дельты Нигера заселял народ игбо (кроме этнической группы аниома, занимавшей земли к западу от реки). В IX веке он имел своё государство Нри, которым правил эзе Нри. Государство состояло из сёл, каждое из которых было автономным и независимым на своей территории. Все жители сёл, мужчины и женщины, участвовали в принятии решений. Захоронения в Игбо-Укву содержат местные изделия из бронзы и стеклянные бусы из Египта или Индии, что свидетельствует о торговле с другими землями.

### Центральная Африка
Расселение банту достигло Великих Африканских озёр примерно к 1000 году до н. э. Ещё через полтысячелетия бантуязычные племена поселились на территории современной Анголы.

#### Луба

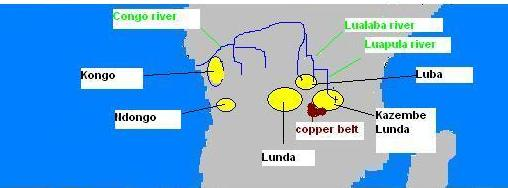
Центральноафриканские государственные образования

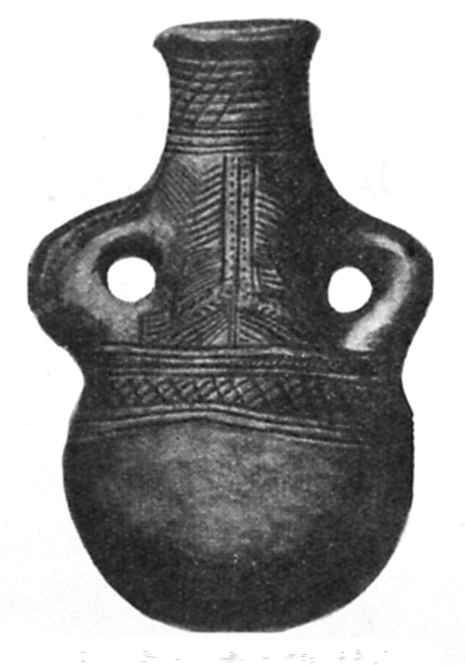
Гончарное изделие луба

В XIV веке Конголо Мвамба из клана Балопве объединил племена луба, которые заселяли земли вблизи от озера Кисале. Он основал династию Конголо, которую позже сменила династия Калала Илунга. Калала расширил владения луба на запад от озера Касале. Сложилась централизованная политическая системы с духовными вождями, балопве, во главе, которые опирались на совет местных правителей и далее вплоть до вождей отдельных поселений. Балопве могли общаться с духами предков и якобы избирались ими. Завоеванные земли присоединялись к иерархии и были представлены при дворе. Власть балопве была духовной, а не военной. Войско было относительно небольшим. Луба контролировали торговлю в регионе и собирали дань. Позже правители многочисленных государственных образований региона претендовали на родословную от луба. Политическая система луба распространилась во всей Центральной Африке, на юге Уганды, в Руанде, Бурунди, Малави, Замбии, Зимбабве и западном Конго. Крупнейшими государствами, претендовавшими на родословную от луба, были Лунда и Марави. Народ бемба северной Замбии состоял из потомков переселенцев луба, что пришли в Замбию в XVII веке.

#### Лунда

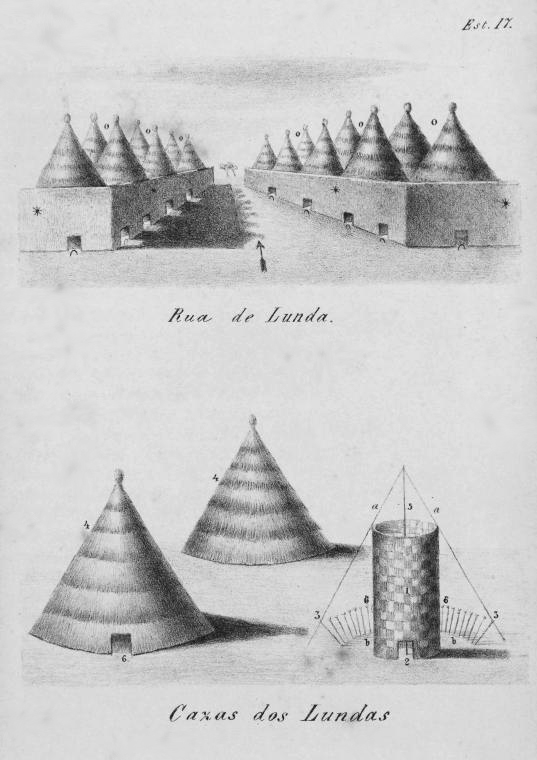
Поселения народа лунда

В 1450-х правитель луба Илунга Цибинда женился на царевне Рвидж из народа лунда и объединил народы. Их сын Лусинг расширил владения государства. Его сын Навидж ещё более увеличил владения и стал первым императором лунда с титулом мвато ямво — «повелитель змей». Политическая система луба осталась без изменений, и завоёванные племена приобщались к ней. Правитель назначал советников и сборщиков налогов в завоёванных землях.
На происхождение от Лунда претендовали многочисленные государства. Имбангала из внутренней Анголы вела своё происхождение от Кингури, брата царевны Рвидж, который не терпел власти Цибинды. Слово кингури стало означать титул правителя государств, основанных братом Рвидж.
Народы лвена и лози в Замбии также считают себя потомками Кингури. В XVII веке вождь Лунды Мвата Казембе основал в долине реки Луапула государство Восточная Лунда. На запад от Лунды ведут свою родословную народы яка и пенд. Лунда связывала центр Африки с торговыми центрами на западном побережье. В XIX веке, после вторжения чокве, вооруженных ружьями, Лунда прекратила своё существование.

#### Марави (Малави)

Марави

Марави, по преданию, ведёт родословную от царя Каронга, чьё имя стало означать титул правителя. Марави связывала центр Африки с торговлей на восточном побережье, с Империей Килва. К XVII веку Марави охватывало территорию между озером Малави и устьем реки Замбези. Правитель Мзура значительно расширил владения государства. Заключив соглашение с португальцами, он собрал войско из 4 тысяч воинов и напал на народ шона. От португальцев он получил помощь в борьбе со своим конкурентом Лунди, вождем зимба. В 1623 году он сменил тактику и воевал уже с шона против португальцев. После смерти Мзури Марави долго не продержалась. До начала XVIII века она распалась на отдельные поселения.

#### Конго

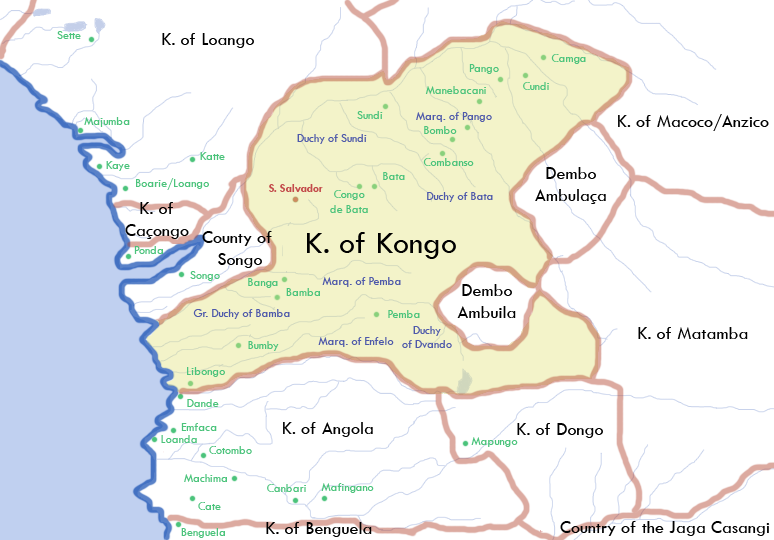
Конго на 1711 год

К XV веку земледельцы народа баконго, который заселял богатые земли области Заводи Малебо в нижней части течения реки Конго, были объединены в государство с правителем, которого называли маниконго. Столицей государства было поселение Мбанза-Конго. Имея лучшую организацию, они покорили соседей и брали с них дань. Народ баконго умел обрабатывать металлы, делать гончарные изделия и ткани из рафии. Система обложения данью способствовала межрегиональной торговле. Позже в эти края благодаря португальским портам Луанда и Бенгела проникли кукуруза и маниок. Новые культуры заменили просо и способствовали росту населения.
В XVI веке маниконго правили землями от Атлантики до реки Кванго. Каждая из земель имела своего провинциального управляющего, мани-мпембе, поставленного маниконго. В 1560 году власть захватил христианин Афонсу I. Он вел захватнические войны, и при нём выросла торговля рабами. В 1568—1569 годах на землю Конго совершил нападение народ хага, заставив правителя-маниконго бежать. С помощью португальских наёмников маниконго Афонсу I вернул себе власть в 1574 году.
Во второй половине 1660-х португальцы попытались подчинить Конго. Маниконго Антонио I (1661—1665) с 5-тысячным войском потерпел тяжёлое поражение в битве в Мбвиле. Государство распалось на отдельные общины, которые вели между собой войны с целью продажи в рабство пленников.
Рабов получали также из Ндонго, которым правил нгола, правитель. Ндондо тоже не отказывалось продавать португальцам рабов. Пунктом отправления в Бразилию был порт Сан-Томе. Однако, Ндондо относился к португальцам как к противнику подозрительно. Португальцы попытались покорить его, но потерпели поражение от народа мбунду. Из-за работорговли Ндондо терпел депопуляцию. Появилось ещё одно государство Матамба, где правила царица Зинга, которая долго оказывала упорное сопротивление португальцам. Португальцы держались побережья, откуда вели свои торговые сделки, но в глубину континента заходить не решались, получая рабов от местных правителей. А во внутренних землях шли ожесточенные войны за рабов. В XVII—XVIII веках рейдами по рабами занимался народ имбангала, который создал государство Касандже.

### Южная Африка
Переселение бантуязычных народов, которые знали земледелие, скотоводство и обработку железа, на юг от реки Лимпопо произошло в IV—V веках. Они вытеснили местные народы, говорившие на койсанских языках. Банту медленно двигались на юг. Объекты обработки железа в Квазулу-Натале датируются примерно 1050-ми годами. Дальше всего продвинулась на юг подгруппа банту коса, чья речь имеет черты, заимствованные от койсанов. Коса добрались до реки Грейт-Фиш в нынешней Восточно-Капской провинции.

#### Большое Зимбабве и Мапунгубве

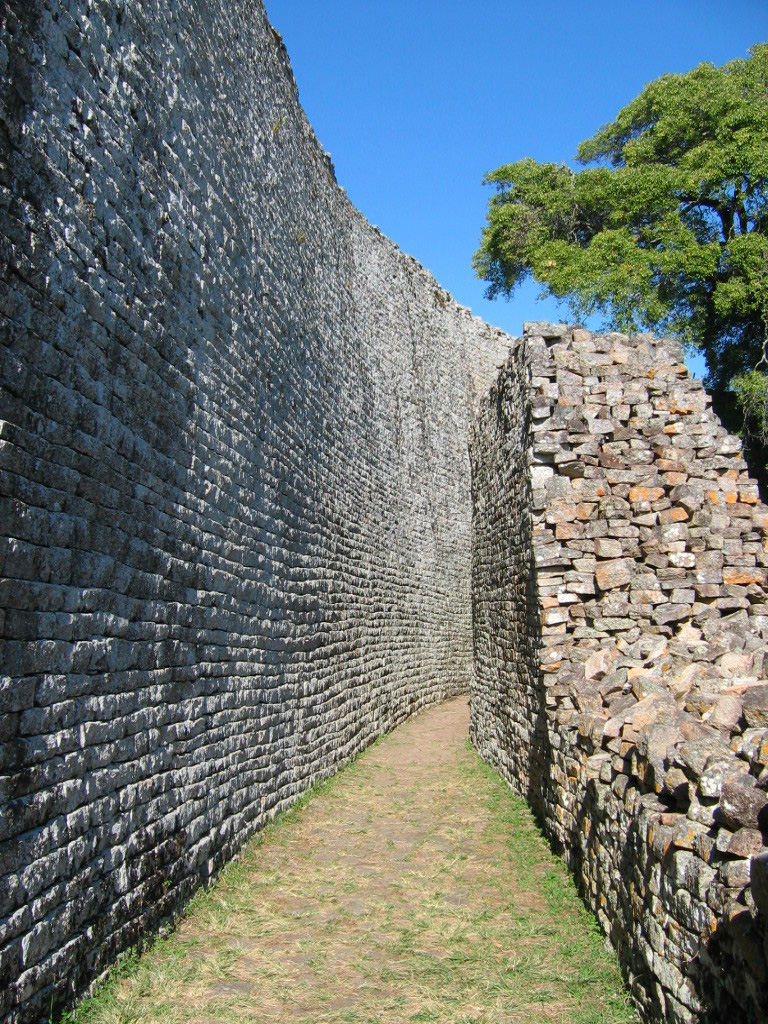
Большое Зимбабве

Первым государственным образованием в Южной Африке было Мапунгубве, которое появилось в XII веке. Основой благосостояния государства была торговля с купцами побережья суахили слоновой костью из долины Лимпопо, медью с гор северного Трансвааля (ныне — провинция Лимпопо), золотом с Зимбабвийского плато. Центром торговли было Чибуэне. Но к XIII веку жители покинули Мапунгубве.
Следующим государственным образованием было Большое Зимбабве на Зимбабвийском плато. Слово зимбабве означает «каменный дом». Большое Зимбабве было первым городом в Южной Африке и стало центром великой державы, объединившей многочисленные поселения народа шона. Позаимствовав умение строить каменные сооружения от Мапунгубве, шона усовершенствовали его, о чём свидетельствуют стены Большого Зимбабве. Аналогичная технология строительства использовалась и в меньших поселениях региона. Великое Зимбабве процветало за счёт торговли с Империей Килва и Софалой с побережья суахили. Килва и Большое Зимбабве развивались параллельно. Большое Зимбабве поставляло золото. Двор правителя жил в роскоши, носил одежду из индийских хлопчатобумажных тканей, украшал свои жилища медными и золотыми орнаментами, ел с тарелок, привезенных из Персии и Китая. Примерно в 1420-х начался упадок. Жители покинули его к 1450 году. Объяснением такого упадка может быть появление торгового города Ингомбе Иледе.
Начался новый этап истории шона. Новым завоевателем стал Мутота, правитель северных шона из Каранги. Вместе с сыном Мутопе Мутота подчинил себе Зимбабвийское плато и Мозамбик вплоть до восточного побережья, что дало доступ к прибрежной торговле. Свою страну шона называли мванамутапа, что означает «повелитель разорённых земель». Северные шона не имели традиции каменной кладки и не строили из камня. После смерти Матопе в 1480 году, государство распалось на два: Торва на юге и Мутапа на севере. Раскол произошёл из-за соперничества двух вождей: Чанги и Тогвы. Чанга смог подчинить себе южные области и образовал государство Бутуа со столицей в Кхами.
В XVI веке португальцы установили постоянные торговые пункты на реке Замбези, пытаясь взять Мутапу под контроль. Частично им это удалось. В 1628 году им удалось посадить марионеточного мванамутапу с именем Мавура, который подписывал договоры, что давали право португальцам экспортировать минеральное сырьё. Португальцы уничтожили систему правления и разорвали торговые связи. К 1667 году Мутапа пришла в упадок. Вожди не позволяли добывать золото, поскольку боялись португальских нападений, и население страны уменьшилось.
Правитель Бутуа назывался чангамире, по имени основателя государства, Чанги. Позже название изменилось на Розви. Попытки португальцев утвердиться здесь потерпели неудачу после поражения от чангамире Домбо. XVII век прошёл мирно и в достатке. Розви развалилось в 1830-х под натиском народа нгуни с Квазулу-Натала.

#### Намибия

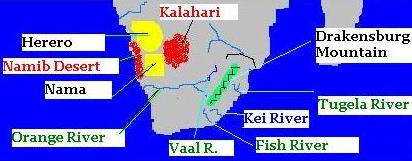
Территории гереро и нама

К 1500 году большая часть юга Африки имела свои государственные образования. В северо-западной Намибии народ овамбо занимался земледелием, а гереро — скотоводством. С ростом поголовья скота гереро сместились на юг на пастбища центральной части Намибии. Родственная с ними группа мбандеру оккупировала область Ганзи в северо-западной Ботсване. Народ нама, язык которого принадлежал к койсанским, пересилился со своими овцами на север, где встретил гереро. Между двумя группами начались конфликты. Расширение территории проживания лози вытеснило народы мукушу, субия и ей в регионы Ботей, Окаванго и Чобе в северной Ботсване.

#### Южная Африка и Ботсвана

##### Сото-Цвана

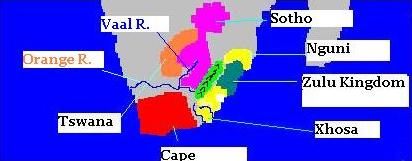
Народы юга Африки

Становление государственных образований народа сото-тсвана в регионе Хайвельд на юг от реки Лимпопо началось с 1000 года. Власть вождя держалась на поголовье скота и на духовной связи с предками. Свидетельством этого являются поселения на холме Тутсвемогала с каменными фундаментом и стенами. На северо-запад от реки Вааль первые государственные образования тсвана группировались вокруг поселений с тысячами жителей. Когда в таком поселении возникали неурядицы и начиналась борьба между группами, часть людей шла на новое место и образовывала новое поселение.

##### Нгуни
На юго-востоке от Драконовых гор жили народы нгуни: зулусы, коса, свази и ндебеле. Здесь также было основано государство, внутренняя вражда перенаселение в котором и заставляли людей переселяться в новые области. Этот процесс постоянных войн, государствостроения и миграции, который проходил в XIX веке, нгуни называли мфекане, а сото — дифакане. Важным фактором в нём было укрепление государства зулусов. Зулусы умели обрабатывать металлы, выращивали просо и пасли скот.

##### Койсаны и африканеры

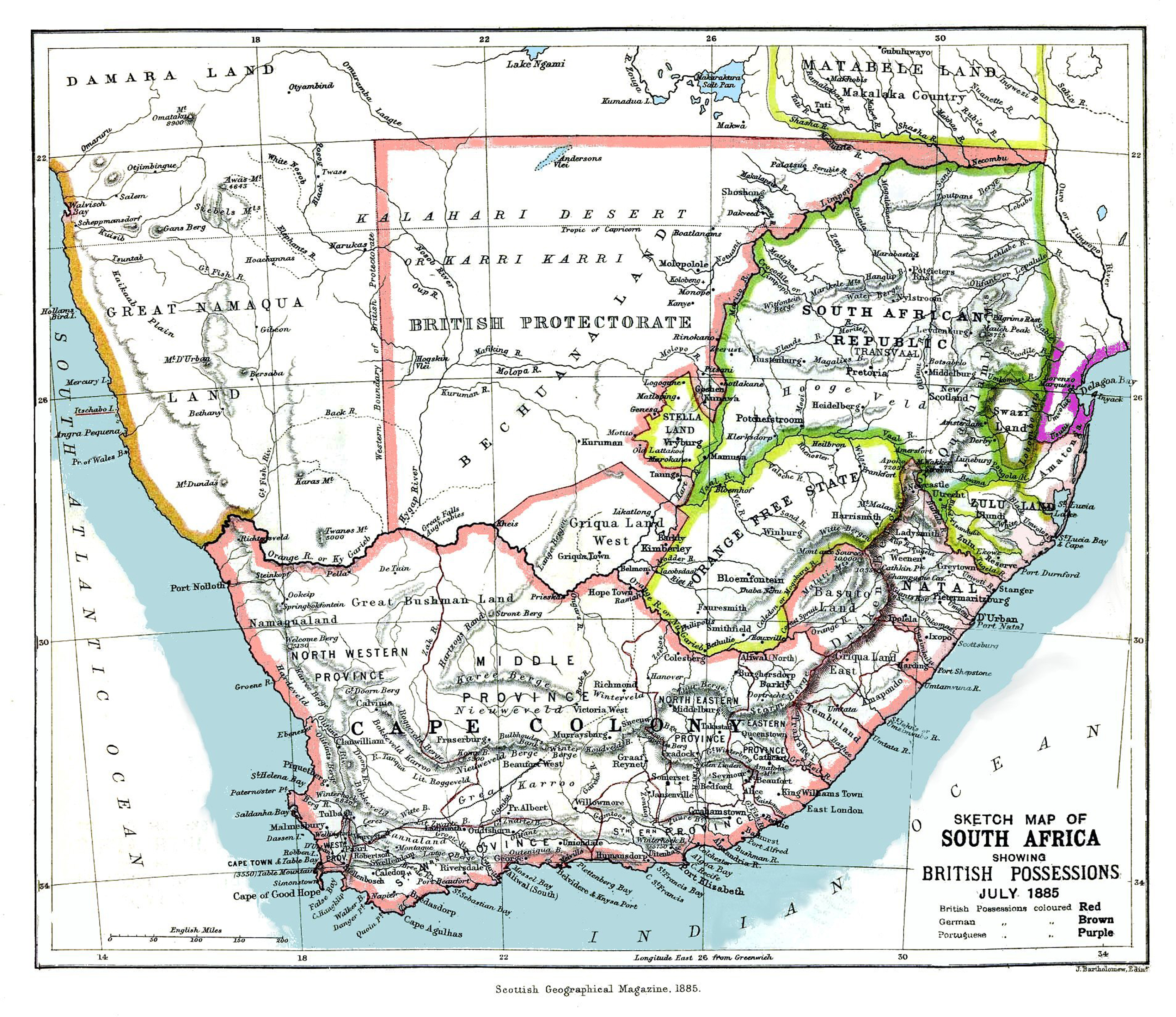
Политическая карта Южной Африки состоянию на 1885 год.

Племена, говорившие на койсанских языках, населяли юго-западную часть Капской провинции, для которой характерны частые дожди. Ранние койсанские поселения были поглощены бантуязычными племенами, такие как сото и нгуни, но расселение банту остановилось перед областями зимних дождей. Цокающие звуки койсанских языков частично проникли в языки банту. Койсаны торговали со своими бантуязычными соседями, поставляя крупный рогатый скот, овец и охотничьи принадлежности и получая медь, железо и табак.
В XVI веке Голландская Ост-Индская компания установила в Столовой бухте пункт поставки, где корабли брали воду, покупали мясо у готтентотов. Готтентоты получали от голландцев медь, железо, табак и ожерелья. В 1652 году голландское поселение в Столовой бухте стало постоянным. Голландцы стали выращивать фрукты и овощи и основали больницу для больных моряков. С целью увеличения производства они начали поселять на новые земли крестьян (буров), заменяя ими рабов из Западной Африки. Они отобрали у готтентотов пастбища, что привело к голландско-готтентотской войне 1659 года. Война не выявила победителя, но голландцы провозгласили своё «право на завоевание» и стали претендовать на всю территорию мыса. Применяя тактику сталкивания племен готтентотов одно на другое, буры отобрали у них все земли и всю скотину. Вторая голландско-готтентотская война 1673—1677 гг состояла из рейдов, целью которых был захват скота. Помимо смертей от рук европейцев, готтентоты также гибли тысячами от европейских болезней.
К XVIII веку Капская провинция выросла. Сюда завозили рабов из Мадагаскара, Мозамбика и Индонезии. Голландские поселения начали продвигаться на север, хотя готтентоты оказывали упорное сопротивление этому расселению, ведя партизанскую войну. Тех из буров, кто занимался кочевым скотоводством, стали называть трекбурами. Они часто использовали труд сирот, пострадавших во время рейдов готтентотов.

## XIX век

### Южная Африка
К середине XIX века на территорию современной Намибии проникли британские и немецкие миссионеры и коммерсанты. Гереро и нама, желая получить ружья и патроны, продавали им скот, слоновую кость и страусовые перья. Немцы утвердились в регионе крепче и в 1884 году объявили прибрежную область от реки Оранжевой до Кунене немецким протекторатом. Они проводили агрессивную политику захвата земель для белых поселений, используя как средство вражду между нама и гереро.
Гереро вступили с немцами в союз, надеясь получить верх над нама. Немцы поставили гарнизон в столице гереро и начали раздавать земли белым переселенцам, в том числе с лучшими пастбищами центрального плато. Кроме того, они установили систему налогообложения и принудительного труда. Гереро и мбандеру взбунтовались, но немцы подавили восстание, а лидеров казнили.
Чума крупного рогатого скота между 1896 и 1897 годами разрушила основу экономики гереро и нама и замедлила продвижение белых. Немцы продолжали превращать Намибию в землю белых переселенцев, захватывая земли и отбирая скот и даже пробуя экспортировать гереро на работы в Южную Африку.
В 1904 году гереро подняли восстание. Немецкий генерал Лотар фон Трота применил против них политику геноцида в битве при Ватерберге, что заставило гереро мигрировать на запад от пустыни Калахари. К концу 1905 года выжило только 16 тысяч гереро из 80. Сопротивление нама было раздавлено в 1907 году. Все земли и весь скот нама и гереро конфисковали. Из-за уменьшения населения рабочую силу начали завозить с овамбо.

### Нгуниленд
Между 1815 и 1840 годами на юге Африки воцарился беспорядок, который получил название мфекане. Процесс начался в северных королевствах нгуни Мтетва, Ндвандве и Свазиленд из-за недостатка ресурсов и голода. Когда умер Дингисвайо, правитель Мтетвы, верх взял правитель зулусов Чака. Он установил государство КваЗулу, подчинившее себе ндвандве и вытеснившее свази на север. Миграция ндвандве и свази привела к увеличению области мфекане. В 1820-х Чака расширил границы своих владений до подножия Драконовых гор, ему платили дань даже области на юг от реки Тугела и Умзимкулу. Он замещал вождей покорённых поселений наместниками-индунами, которые подчинялись ему. Чака организовал централизованное, дисциплинированное и преданное войско, вооруженное короткими копьями, равного которому в регионе ещё не было.
В 1828 году Чака погиб от руки своего сводного брата Дингаана, у которого не было таких военных и организационных способностей. В 1838 году воортреккеры попытались оккупировать земли зулусов. Сначала они потерпели поражение, но потом перегруппировались на реке Кровавой и разгромили зулусов. Тем не менее, трекеры не осмелились поселиться на зулусских землях. Дингаана убили в 1840 году во время гражданской войны. Власть взял в свои руки Мпанде, которому удалось укрепить владения зулусов на севере. В 1879 году в земли зулусов вторглись британцы, стремившиеся подчинить себе весь юг Африки. Зулусы одержали победу в битве при Изандлване, но потерпели поражение в битве при Улунди.
Одним из крупнейших государственных образований, которые образовались после мфекане, было Лесото, основанное на плато Таба-Босиу вождём Мошвешве I между 1821 и 1822 годами. Это была конфедерация посёлков, которые признавали власть Мошвешве над собой. В 1830-х Лесото пригласило к себе миссионеров, стремясь получать огнестрельное оружие и лошадей из Капской провинции. Оранжевая республика постепенно уменьшала владения сото, но полностью не смогла их победить. В 1868 году Мошвешве, пытаясь сохранить остатки страны, предложил британцам аннексировать свои владения, которые стали британским протекторатом Басутолендом.

### Великий трек
На начало XIX века большинство земель готтентотов оказалось под контролем буров. Готтентоты потеряли экономическую и политическую независимость и были поглощены бурским обществом. Буры разговаривали на языке африкаанс, происходившего от нидерландского. Они стали называть себя уже не бурами, а африканерами. Часть готтентотов использовалась как вооруженные ополченческие отряды в рейдах против других готтентотов и коса. Возникло смешанное население, которое называли «капскими цветными». В колониальном обществе им отводились низшие ступени.

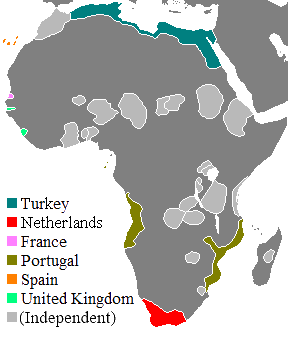
Европейские колонии в Африке к 1795 году

В 1795 году Великобритания отобрала Капскую провинцию у Нидерландов. Это привело к тому, что в 1830-х буры отправились в глубину континента на восток от реки Грейт-Фиш. Этот процесс получил название Великого трека. Трекеры основали республику Трансвааль и Оранжевую на землях с небольшой плотностью населения, которые обезлюдели вследствие мфекане. Буры не смогли покорить бантуязычные племена так, как они покорили койсанов, из-за большой плотности населения и единства местных племен. Кроме того, бантуязычные племена стали получать оружие из Капской провинции через торговлю. Вследствие Кафрских войн бурам пришлось уйти из части земель коса (кафров). Покорить бантуязычные племена смогла лишь мощная имперская сила. В 1901 году бурские республики потерпели поражение от британцев в Второй англо-бурской войне. Несмотря на поражение, стремление буров было частично удовлетворено — Южной Африкой правили белые. Британия отдала законодательную, исполнительную и административную власть в руки британцев и колонизаторов.

### Европейская торговля, географические экспедиции и завоевание

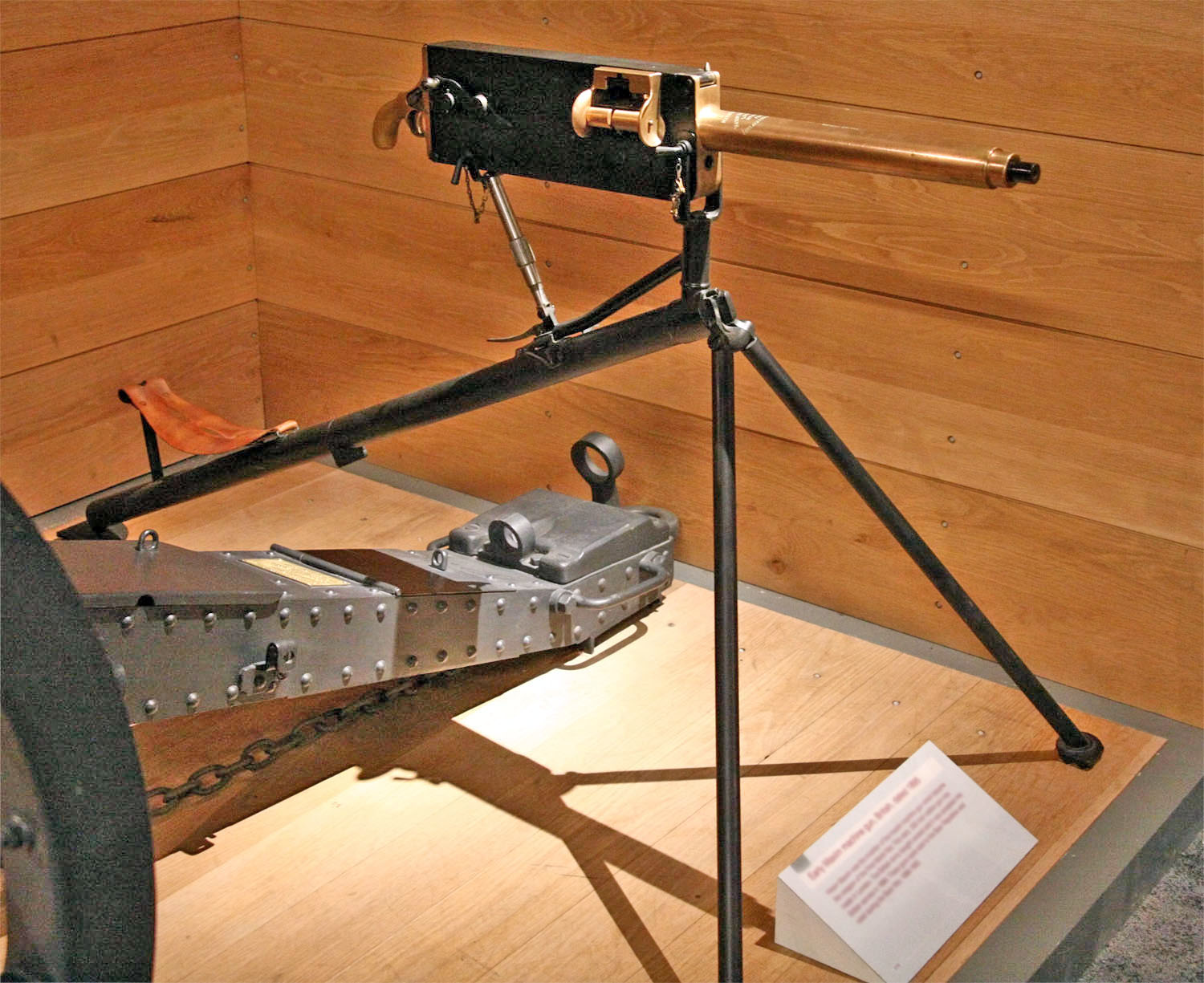
Пулемет Максим 1895 года на треноге.

Между 1878 и 1898 годами европейские государства поделили между собой и завоевали большую часть Африки. В течение предыдущих четырёх веков европейское присутствие ограничивалось прибрежными торговыми колониями. Мало кто отваживался идти в глубину континента, а те, кто, как португальцы, шёл, часто терпел поражения и вынужден был возвращаться к побережью. Изменениям способствовали несколько технологических инноваций. Одно из них — изобретение карабина, который заряжался гораздо быстрее ружья. Широко стала применяться артиллерия. В 1885 году Хайрем Стивенс Максим изобрел пулемёт. Европейцы отказывались продавать новейшее оружие африканским вождям.
Значительным препятствием проникновению европейцев на континент были болезни вроде жёлтой лихорадки, сонной болезни, проказы и, особенно, малярии. С 1854 года началось широкое использование хинина. Это и следующие медицинские открытия способствовали колонизации Африки и сделали её возможной.
Европейцы имели немало стимулов для завоевания Африки. Континент богат минеральным сырьём, нужным европейским фабрикам. Начало XIX века ознаменовалось промышленной революцией, в результате которой потребность в сырье росла. Важным фактором было соперничество между государствами. Завоевание колоний в Африке демонстрировало противникам могущество и важность страны. Все это привело к колониальному разделу Африки.

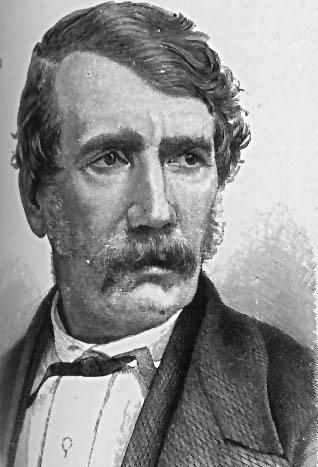
Дэвид Ливингстон, английский исследователь Африки.

Вырос массив знаний об Африке. В глубину континента снаряжались многочисленные экспедиции. Мунго Парк перешёл через реку Нигер. Джеймс Брюс совершил путешествие по Эфиопии и нашёл исток Голубого Нила. Ричард Фрэнсис Бёртон первым из европейцев достиг озера Танганьика. Сэмюэл Уайт Бейкер исследовал верховья Нила. Джон Хеннинг Спик определил, что Нил вытекает из озера Виктория. Другими значительными исследователями Африки были Генрих Барт, Генри Мортон Стэнли, Антонио Силва Порта, Алешандри ди Серпа Пинту, Рене Кайе, Жерар Рольф, Густав Нахтигаль, Георг Швейнфурт, Джозеф Томсон. Но наиболее известен Дэвид Ливингстон, исследовавший юг Африки и перешедший континент от Луанды на Атлантическом побережье до Келимане на берегу Индийского океана. Европейские исследователи использовали африканских проводников и слуг и шли давно установленными торговыми путями. Свой вклад в исследование Африки сделали христианские миссионеры.
Берлинская конференция 1884—1885 определила правила раздела Африки, по которым претензии державы на часть континента признавались лишь тогда, когда она могла её оккупировать. Ряд договоров 1890—1891 годов полностью определил границы. Вся Африка к югу от Сахары, кроме Эфиопии и Либерии, была разделена между европейскими державами.

Европейские колонии в Африке на 1914 год

Европейцы установили в Африке различные формы правления в зависимости от могущества и амбиций. В некоторых регионах, например в Британской Западной Африке, контроль был поверхностным и ставил целью добычу сырья. В других областях поощрялось переселение европейцев и создание государств, где европейское меньшинство бы доминировало. Только некоторые колонии привлекли достаточно переселенцев. К британским колониям переселенцев принадлежали Британская Восточная Африка (Кения), Северная и Южная Родезии, (нынешние Замбия и Зимбабве), ЮАР, которая уже имела значительное количество переселенцев из Европы — буров. Франция планировала заселить Алжир и включить его в государство на равных правах с европейской частью. Этим планам способствовала близость Алжира к Европе.
В основном администрация колоний не имела человеческих и материальных ресурсов для полного контроля над территориями и вынуждена была полагаться на местные властные структуры. Многочисленные группы в захваченных странах использовали эту европейскую потребность для достижения собственных целей. Одним из аспектов этой борьбы было то, что Теренс Рейнджер назвал «выдумыванием традиций». Чтобы легитимизировать свои претензии на власть перед колониальной администрацией и собственным народом, местная элита фабриковала церемонии и историю, которые оправдывали бы их действия. Как следствие, новый порядок привел к беспорядку.

#### Список африканских колоний
Бельгия
- Свободное государство Конго и Бельгийское Конго (современная территория Демократической Республики Конго)
- Руанда-Урунди (на земле нынешних Руанды и Бурунди, существовала между 1916 и 1960)

Франция
| - Французская Западная Африка: - Мавритания - Сенегал - Французский Судан (ныне Мали) - Французская Гвинея (ныне Гвинея) - Кот-д’Ивуар - Нигер - Французская Верхняя Вольта (ныне Буркина-Фасо) - Французская Дагомея (ныне Бенин) | - Французская Экваториальная Африка: - Габон - Французское Конго (ныне Республика Конго) - Убанги-Шари (ныне Центральноафриканская Республика) - Французский Чад | - Французский Алжир (ныне Алжир) - Тунис - Французское Марокко - Французский Сомалиленд (ныне Джибути) - Мадагаскар - Коморы |

Германия
- Германский Камерун (ныне Камерун и часть Нигера)
- Германская Восточная Африка (на территории современных Танзании, Бурунди и Руанды)
- Германская Юго-Западная Африка (на территории современной Намибии)
- Тоголенд (на территории современных государств Того и Гана)

Италия
- Итальянская Северная Африка (ныне Ливия)
- Эритрея
- Итальянское Сомали

Португалия
| - Португальская Западная Африка (ныне Ангола) - Континентальная Ангола - Португальское Конго (ныне провинция Кабинда в составе Анголы) - Португальская Восточная Африка (ныне Мозамбик) - Португальская Гвинея (ныне Гвинея-Бисау) | - Кабо-Верде - Сан-Томе и Принсипи - Остров Сан-Томе - Остров Принсипи - Форт Сао Жоао Баптишта де Ажуда (ныне Уида в составе Бенина) |

Испания
| - Испанская Сахара (ныне Западная Сахара) - Рио-де-Оро - Сегиет-эль-Хамра | - Испанское Марокко - Сектор Тарфая - Ифни | - Испанская Гвинея (ныне Экваториальная Гвинея) - Ферна?ндо-По - Рио-Муни - Аннобон |

Великобритания
| - Протекторат Египет - Англо-Египетский Судан (ныне Судан) - Британское Сомали (ныне часть Сомали) - Британская Восточная Африка: - Кения - Протекторат Уганда (ныне Уганда) - Мандат Британская Танганьика (1919—1961, ныне в составе Танзании) - Протекторат Занзибар (ныне в составе Танзании) | - Бечуаналенд (ныне Ботсвана) - Южная Родезия (ныне Зимбабве) - Северная Родезия (ныне Замбия) - Южно-Африканский Союз (ныне ЮАР) - Колония Трансвааль (ныне в составе ЮАР) - Капская колония (ныне в составе ЮАР) - Колония Натал (ныне в составе ЮАР) - Колония Оранжевой реки (ныне в составе ЮАР) | - Гамбия - Сьерра-Леоне - Нигерия - Британский Камерун (ныне в составе Камеруна и Нигерии) - Золотой берег (ныне Гана) - Ньясаленд (ныне Малави) - Басутоленд (ныне Лесото) - Свазиленд (ныне Эсватини) |

Независимые государства
- Либерия, основана США в 1821. Объявила независимость в 1847.
- Эфиопия
- Судан, был независим при правлении Махди между 1885 и 1899 годами[176]

## XX век

Европейские колонии в Африке на 1947 год

К 1937 году на Африку приходилось 97 % всех добываемых в мире алмазов, 92 % кобальта, более 40 % золота, хромитов, литиевых минералов, марганцевой руды, фосфоритов и более трети всего мирового производства платины. К началу Второй мировой войны во многих странах Африки от 67 до 98 % стоимости всего экспорта приходилось на одну культуру: в Гамбии и Сенегале — земляной орех, на Занзибаре — гвоздика, в Уганде — хлопок, на Золотом Берегу — какао-бобы, в Гвинее — бананы и ананасы, в Южной Родезии — табак. Некоторые страны специализировались на двух экспортных культурах: на Берегу Слоновой Кости и в Того ими были кофе и какао, в Кении — кофе и чай, в Габоне и некоторых других странах главным предметом экспорта были ценные породы дерева.
В XX веке в среде африканских интеллектуалов и политиков начали укореняться местный патриотизм и национализм. Частично толчок этому дала Первая мировая война, в которой европейские государства использовали военные подразделения из Африки. Немало африканцев впервые поняли свою силу относительно колонизаторов. Развеялся миф о непобедимости европейцев. Однако в большей части Африки европейская власть продолжала держаться крепко.
После Второй мировой войны Франция, Бельгия и Великобритания захватили бывшие немецкие колонии. Италия при правлении Бенито Муссолини в 1935 году захватила последнюю независимую страну в Африке, Эфиопию, и удерживала её до 1941.

### Деколонизация

Даты провозглашения независимости африканскими странами.

Процесс деколонизации начался с Ливии, которая провозгласила независимость в 1951 году. На то время независимыми были только Либерия, Южно-Африканская Республика, Египет и Эфиопия. На протяжении 1950-х и 1960-х годов освободилась большая часть Французской Западной Африки. В 1960-х получили независимость также колонии других европейских государств, хотя некоторые страны, в частности Португалия, не желали отдавать свои африканские владения, вследствие чего войны за независимость длились десятки лет. Последними получили независимость Гвинея-Бисау (1974), Мозамбик (1975) и Ангола (1975) от Португалии, Джибути (1977) от Франции, Зимбабве (1980) от Британии и Намибия (1990) от ЮАР. Эритрея отделилась от Эфиопии в 1993 году. В 2011 году Южный Судан отделился от Судана.
Обретя независимость, африканцы переименовали или вернули старые названия многим городам, основанным или переименованным европейцами.
Роль Советского Союза и холодная война
По мнению многих историков, деколонизация Африки была бы невозможна без активного содействия прогрессивной общественности ведущих держав Европы и Америки, а также помощи Советского Союза. Недаром до сих пор государственным символом Мозамбика является АК-47.

Тренировочные лагеря этих движений располагались в Мозамбике, но представительства их были в Лусаке. Это африканский национальный конгресс Южной Африки (лидер — Оливер Тамбо). Это СВАПО — народная организация Юго-Западной Африки (лидер — Сэм Нуйома, потом он стал президентом Намибии). Это ЗАПУ — Союз Африканского народа Зимбабве (лидер — Джошуа Нкомо). У последних были и тренировочные лагеря на территории Замбии. Мы не только поставляли им оружие. При ЗАПУ действовали два советских военных советника.
СССР поддерживал эти движения, поставлял им оружие, готовил командный состав.

В обстановке Холодной войны началась борьба между СССР и странами Запада за влияние на новые африканские государства. Правящие партии ряда африканских стран объявляли своей идеологией африканский социализм (Гана, Гвинея, Мали, Танзания, Республика Конго, Малагасийская Республика), а затем некоторые — марксизм-ленинизм (Эфиопия, Ангола, Мозамбик).
Бывшая бельгийская колония Конго после обретения независимости в 1960 году оказалось вовлечено в гражданскую войну, в которой опосредованно были задействованы внешние силы. СССР поддерживал премьер-министра Патриса Лумумбу, а бывшие колонизаторы бельгийцы поддерживали отделение южной провинции Катанга, богатой природными ископаемыми. США способствовали свержению Лумумбы, который был убит в 1961 году, и передаче власти главнокомандующему армией Мобуту Сесе Секо, установившему прозападную диктатуру в стране, которая в 1971 году получила название Заир.
После обретения Анголой независимости в 1975 году, чтобы помешать победе просоветской MPLA над поддерживавшимися Западом FNLA и UNITA, силы ЮАР вторглась в Анголу, что повлекло за собой вмешательство войск Кубы на стороне MPLA и длительную гражданскую войну.
В большинстве государств Африки политическая система была лишь оболочкой, прикрывавшей традиционные общественные связи. Единственной организованной силой часто была армия, которая постоянно вмешивалась в политику: с 1960 года по 2020 год в Африке произошло 68 успешных военных переворотов. Многие военные режимы трансформировались в гражданские однопартийные, которые к концу 1970-х стали преобладающими в Африке.

### Восточная Африка
С 1952 по 1956 годы в Кении продолжалось восстание мау-мау, которое британцы подавили, хотя чрезвычайное положение сохранялось ещё в 1960. Независимость Кения получила в 1963 году. Её первым президентом стал Джомо Кениата.
В начале 1990-х начались столкновения между хуту и тутси в Руанде и Бурунди. Кульминацией их стал геноцид в Руанде, в результате которого, по оценкам, погибло 800 тысяч человек.

### Северная Африка
В Марокко национально-освободительное движение началось в 1930-х. Была образована партия Истикляль, которая поставила себе целью независимость страны. В 1953 году султан Мухаммед V поддержал этот курс и стал правителем страны, когда 2 марта 1956 Марокко получило независимость от Франции.
В 1954 году в Алжире образовался Фронт национального освобождения. Французы ответили репрессиями, но в 1962 году согласились сесть за стол переговоров и предоставить Алжиру независимость. Первым президентом был избран Мухаммад Ахмад бин Балла. Этнические французы покинули страну и переселились на континент.
В 1934 году Хабиб Бургиба организовал партию «Нео-Дестур» («Новая конституция»), которая стала бороться за независимость Туниса. Страна получила независимость в 1955 году. Бургиба был избран новым президентом.
Муаммар Каддафи пришёл к власти в Ливии в 1969 году в результате переворота и продержался до 2011 года, когда погиб во время событий «арабской весны».
В 1954 году в Египте Гамаль Абдель Насер пришёл к власти, свергнув монархию. Египет участвовал в нескольких войнах против Израиля. В 1967 году Израиль оккупировал Синайский полуостров. Египет не смог вернуть свои территории во время войны 1973 года. В 1979 году Анвар Садат и Менахем Бегин подписали Кэмп-Дэвидские соглашения, по которому Израиль вернул полуостров Египту, а Египет официально признал Израиль. В 1981 Садат за это погиб от руки мусульманина.

### Южная Африка
В 1948 году в Южно-Африканском союзе были приняты законы, устанавливавшие апартеид. Продолжая политику эксплуатации африканского большинства уже при республиканском строе, апартеид провозглашал различные цели для различных расовых общин через ряд законов и создание африканских бантустанов. Благодаря борьбе чернокожего большинства за свои права и под международным давлением апартеид был отменён в 1994 году. Нельсон Мандела, лидер Африканского национального конгресса, стал первым чернокожим президентом, избранным на свободных выборах.

### Западная Африка
После Второй мировой войны в Западной Африке началось национально-освободительное движение, в частности в Гане, где его возглавил Кваме Нкрума. В 1957 году Гана стала первой независимой страной к югу от Сахары. В следующем году независимость получили французские колонии, и в 1974 году вся территория Западной Африки стала независимой. Новые страны часто были нестабильными, с коррумпированными правительствами. В Нигерии, Сьерра-Леоне, Либерии и Кот-д’Ивуаре вспыхивали гражданские войны, в Гане и Буркина-Фасо происходили многочисленные военные перевороты. Несмотря на богатые природные ресурсы, много государств региона не смогли развить свои экономики.

## XXI век
С началом 1990-х годов в странах Тропической и Южной Африки произошли перемены, связанные с окончанием Холодной войны. Большинство государств, где существовала однопартийная система, перешли к многопартийности, правящие партии, в программах которых сохранялись положения о марксизме-ленинизме, отказались от них, а в Эфиопии режим Менгисту Хайле Мариама, придерживавшийся таких положений, в мае 1991 года был свергнут.
Однако начались ещё большие межэтнические конфликты и гражданские войны, чем в предыдущие десятилетия.
В Сомали борьба между множеством организаций, сформированных на кланово-племенной основе, привела к распаду государства.

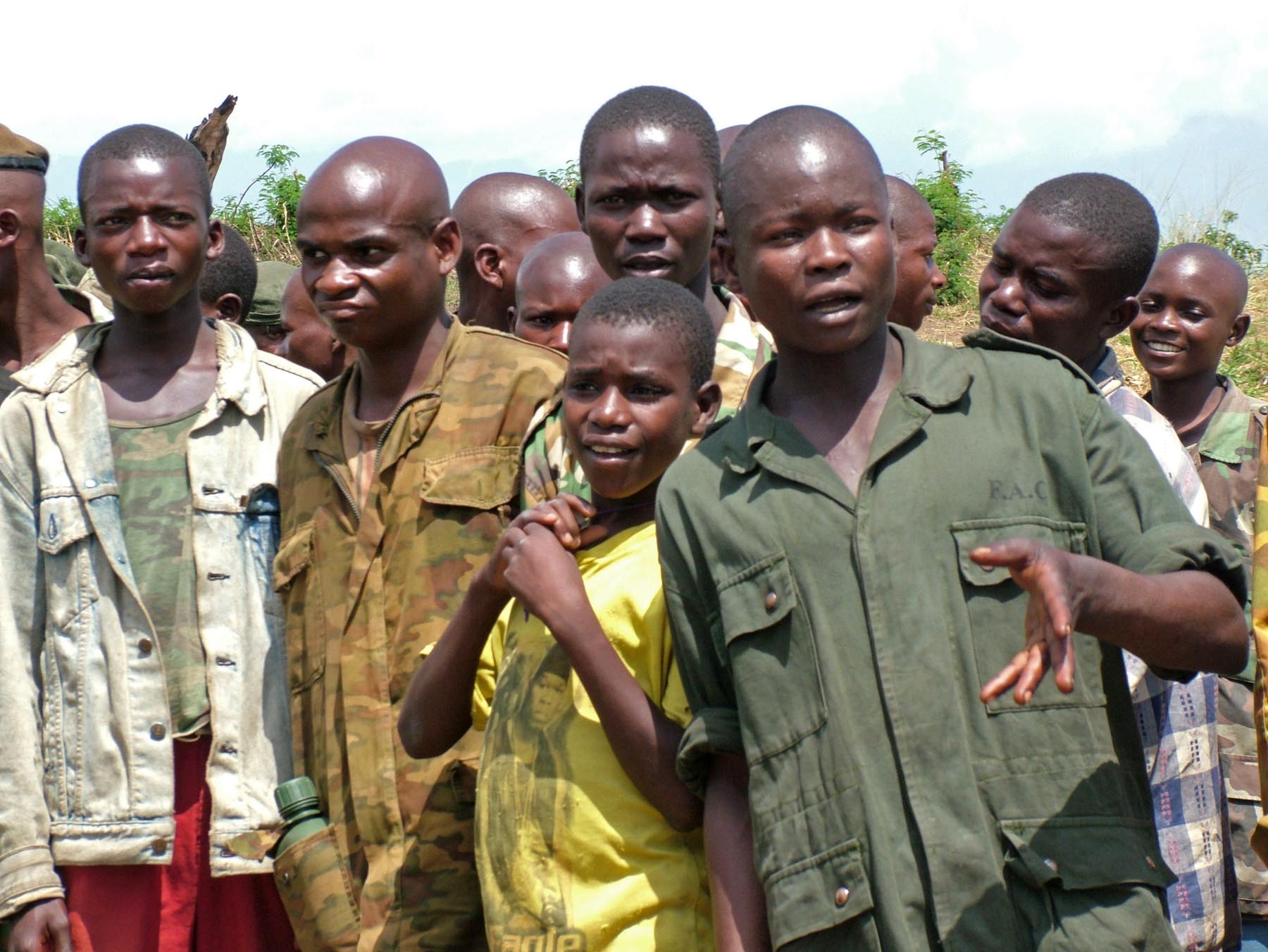
Бывшие дети-солдаты в ДРК

Эпицентром межэтнических конфликтов стал регион Великих Африканских озер (Бурунди, Руанда, Заир). Сначала резкое обострение конфликта между народами тутси и хуту в середине 1990-х годов привело к геноциду в Руанде, жертвами которого стали около 1 млн тутси. Одновременно шла гражданская война между тутси и хуту в Бурунди. В Заире в 1997 году диктаторский режим Мобуту был свергнут. Однако новое правительство во главе с Л.-Д. Кабилой не смогло преодолеть этнические противоречия, и в 1998 году на востоке страны началась вооруженная борьба против правительства, в которую вмешались шесть соседних государств. Руанда и Уганда выступили на стороне повстанцев, а Зимбабве, Ангола, Намибия, Бурунди — на стороне Кабилы. Лишь в 2003 году эта гражданская война, в которой погибло до 3 млн человек, завершилась переговорами и организацией первых в стране, получившей название Демократическая Республика Конго, демократических всеобщих выборов с момента обретения независимости от Бельгии в 1960 году.
Африка вновь стала объектом геостратегической борьбы, но уже между Китаем и США. Бизнесмены из Китая арендуют более 4 млн гектаров самых плодородных земель в Кении, Замбии, Нигерии, Мозамбике, Камеруне, Танзании, Уганде и других странах Африки. Основными статьями экспорта африканских стран по-прежнему остаются сельхозпродукция и полезные ископаемые, при этом особое место в регионе занимают страны — экспортеры углеводородов (Нигерия, Камерун, Ангола, Чад, Габон), годовой темп прироста ВВП в которых опережал средний по континенту.